# Serguéi Rajmáninov
Serguéi Vasílievich Rajmáninov (en ruso: Серге́й Васи́льевич Рахма́нинов; Semiónovo, cerca de Stáraya Rusa, Imperio ruso; 20 de marzojul./ 1 de abril de 1873greg.-Beverly Hills, 28 de marzo de 1943) fue un compositor, pianista y director de orquesta ruso, uno de los últimos grandes compositores posrománticos europeos y considerado uno de los pianistas más influyentes del siglo XX.
Nacido en una familia de músicos, Rajmáninov comenzó a tocar el piano a los cuatro años. Se graduó en el Conservatorio de Moscú en 1892 y ya había compuesto varias piezas para piano y orquestales. En 1897, después de la reacción crítica negativa a su Sinfonía n.º 1, entró en una depresión de cuatro años y compuso poco hasta que la exitosa terapia le permitió completar su Concierto para piano n.º 2, recibido con entusiasmo en 1901. Durante los siguientes dieciséis años, dirigió en el Teatro Bolshói, se mudó a Dresde y realizó su primera gira por Estados Unidos.
Tras la Revolución rusa, Rajmáninov y su familia abandonaron Rusia; en 1918, se establecieron en los Estados Unidos, primero en la ciudad de Nueva York. Con su principal fuente de ingresos provenientes del piano y la realización de actuaciones, los exigentes horarios de las giras llevaron a una reducción en su tiempo para la composición. Entre 1918 y 1943, completó solo seis obras, entre las que se incluyen Rapsodia sobre un tema de Paganini, la Tercera Sinfonía y Danzas sinfónicas. En 1942, su mala salud lo llevó a mudarse a Beverly Hills. Un mes antes de su muerte por melanoma avanzado, obtuvo la ciudadanía estadounidense.
En la obra de Rajmáninov, las influencias tempranas de Piotr Ilich Chaikovski, Nikolái Rimski-Kórsakov, Mili Balákirev, Modest Músorgski y otros compositores rusos dieron paso a un estilo personal notable por su melodismo, expresividad y ricos colores orquestales. Solía incluir a menudo el piano en sus composiciones y exploró las posibilidades expresivas del instrumento a través de sus propias habilidades como pianista.

## Biografía

### Infancia y primeros años (1873-1885)

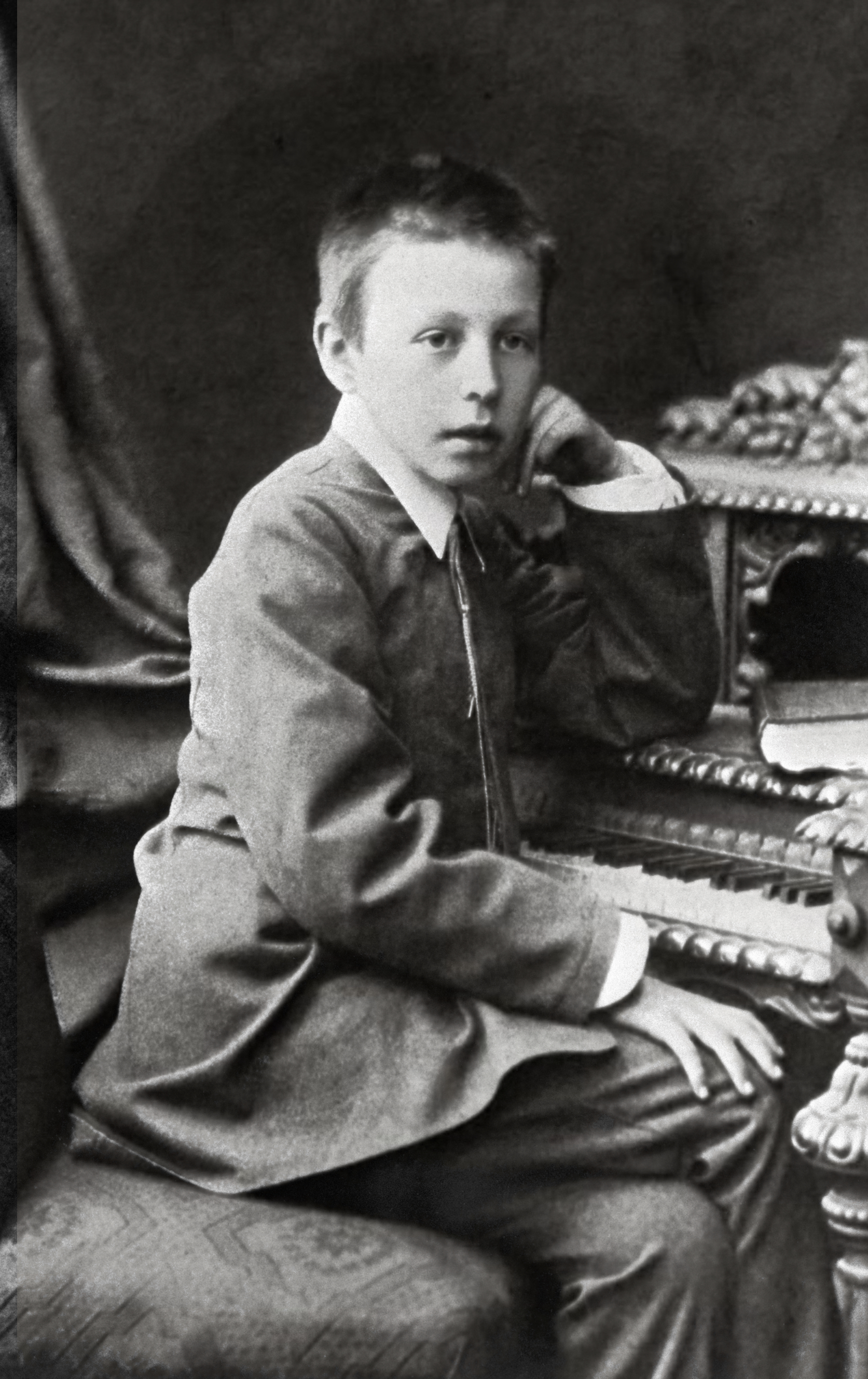
Rajmáninov con 10 años de edad

La familia Rajmáninov pertenecía a la aristocracia rusa. En su primera genealogía conocida, recopilada en 1680 por Perfili Rajmáninov, la familia deriva su propio origen de los gobernantes moldavos Dragoshi, que dirigieron Moldavia y Valaquia de 1350 a 1552. El apellido se remonta al siglo XV cuando Elena Stefánovna, la hija de Esteban III de Moldavia, se casó con el hijo mayor de Iván III de Rusia, Iván el Joven. Un sobrino de Elena Stefánovna (hijo de su hermano Iván Vechin) de nombre Vasili fue apodado «Rajmanin», que significa «perezoso» en ruso antiguo.
La familia de Rajmáninov tenía fuertes inclinaciones musicales y militares. Su abuelo paterno, Arkadi Aleksándrovich, era un músico que había recibido lecciones del compositor irlandés John Field.
Su padre, Vasili Arkádievich Rajmáninov (1841-1916), era un oficial del ejército y pianista aficionado que se casó con Liubov Petrovna Butakova (1853-1929), la hija de un adinerado general del ejército que le dio cinco propiedades como parte de su dote. La pareja tuvo tres hijos y tres hijas, y Serguéi fue el cuarto de ellos.
Serguéi Vasílievich Rajmáninov nació el 20 de marzojul./ 1 de abril de 1873greg.. No está claro en cuál de las dos propiedades familiares nació: Oneg, cerca de Veliki Nóvgorod, o Semiónovo, cerca de Stáraya Rusa (gobernación de Nóvgorod, Imperio ruso). Su nacimiento se registró en una iglesia en esta última, pero se crio en Oneg hasta los nueve años y lo citó como su lugar de nacimiento en su vida adulta. Empezó a recibir clases de piano y música organizadas por su madre a los cuatro años. Ella notó su capacidad para reproducir pasajes de memoria sin equivocarse en ninguna nota. Al escuchar las noticias del don del niño, Arkadi sugirió que contratara a Anna Ornátskaya, maestra y recién graduada del Conservatorio de San Petersburgo, para que viviera con la familia y comenzara la enseñanza formal. Rajmáninov dedicó su composición para piano «Aguas primaverales» de 12 Romances, op. 14 a Ornátskaya.
Su padre tuvo que subastar la propiedad de Oneg en 1882 debido a su mala gestión financiera; de las cinco propiedades de la familia al final solamente quedó una. Rajmáninov se mantuvo crítico con su padre posteriormente y lo describió como «un derrochador, un jugador compulsivo, un mentiroso patológico y un cazador de faldas». La familia se mudó a un pequeño apartamento en San Petersburgo. En 1883, Ornátskaya dispuso que Rajmáninov, con 10 años, estudiara música en el Conservatorio de San Petersburgo. Ese mismo año, su hermana Sofía murió de difteria y su padre abandonó a la familia y se fue a Moscú. Su abuela materna intervino para ayudar a criar a los niños con un enfoque particular en su vida espiritual y llevó regularmente a Rajmáninov a los servicios de la Iglesia ortodoxa de Rusia, donde descubrió los cantos litúrgicos y campanas de la iglesia, dos características que incorporó en sus futuras composiciones.

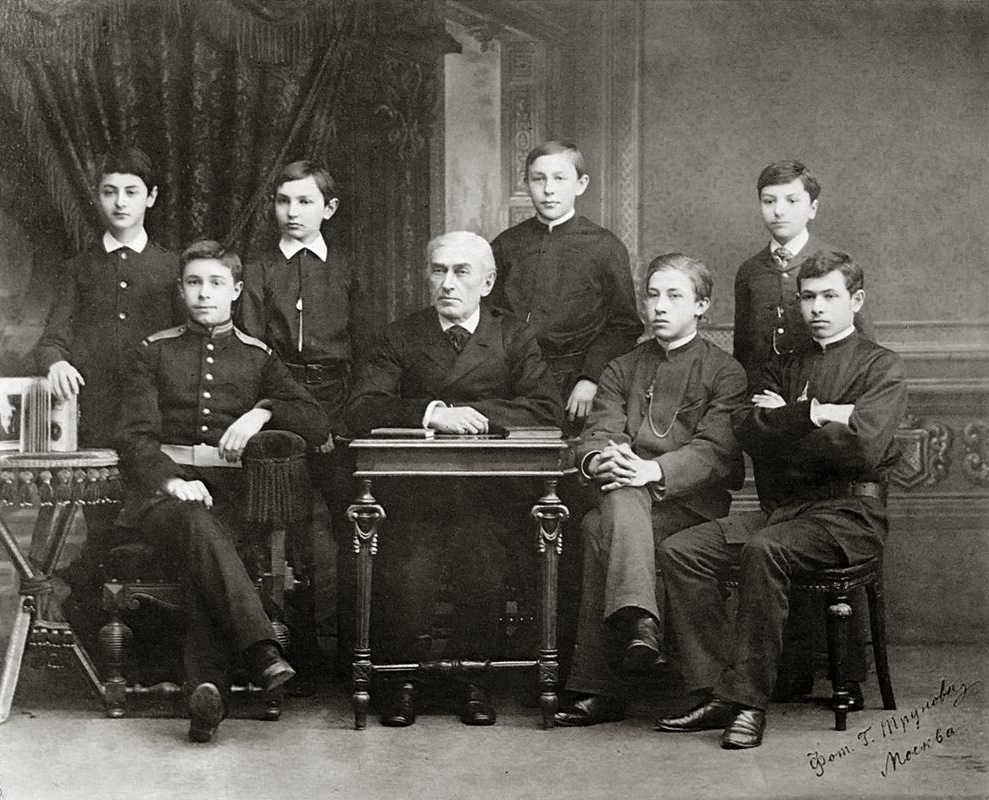
Nikolái Zvérev con sus alumnos. De izquierda a derecha: Semión Samuelson, Aleksandr Skriabin, Leonid Maksímov, Serguéi Rajmáninov, Aleksandr Cherniáiev, Fiódor Kioneman y Matvéi Pressman

En 1885, Rajmáninov sufrió una pérdida mayor cuando su hermana Yelena murió a los dieciocho años de anemia perniciosa. Ella era una importante influencia musical para Rajmáninov, que le había dado a conocer las obras de Piotr Ilich Chaikovski. Como descanso, su abuela lo llevó a un retiro en una granja junto al río Vóljov, donde Rajmáninov desarrolló su amor por el remo. Sin embargo, en el Conservatorio, adoptó una actitud relajada y suspendió sus clases de educación general, y modificó deliberadamente sus boletines de calificaciones en lo que el compositor Nikolái Rimski-Kórsakov denominó un período de «autoengaño y pereza puramente ruso». Rajmáninov actuó en los eventos que se llevaron a cabo en el Conservatorio de Moscú durante este tiempo, incluidos aquellos a los que asistió el gran duque Constantino y otras figuras notables, pero al suspender sus exámenes de primavera, Ornátskaya notificó a su madre que su admisión a la educación superior podría ser revocada. Su madre luego consultó con Aleksandr Ziloti, su sobrino y un consumado pianista y alumno de Franz Liszt, quien le recomendó que lo trasladaran al Conservatorio de Moscú y recibiera lecciones de su antiguo maestro, el más estricto Nikolái Zvérev, que duraron hasta 1888.

### Primeras obras y Conservatorio de Moscú (1885-1894)

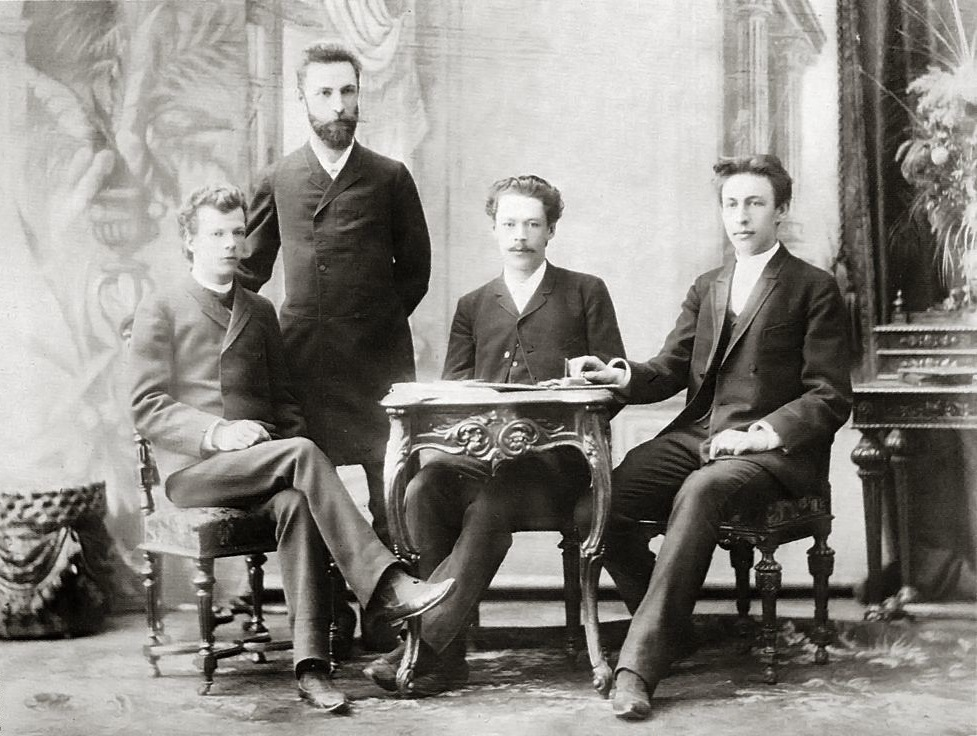
Antón Arenski (sentado en el centro) con sus alumnos (desde la izquierda): Lev Conus, Nikita Morózov y Serguéi Rajmáninov (1892)

En el otoño de 1885, Rajmáninov se mudó con Zvérev y permaneció casi cuatro años, durante los cuales se hizo amigo de su compañero Aleksandr Skriabin. Después de dos años de clases, Rajmáninov, de quince años, recibió una beca Rubinstein y se graduó en la división inferior del Conservatorio para convertirse en alumno de Ziloti en piano avanzado, de Serguéi Tanéyev en contrapunto y de Antón Arenski en composición libre. En 1889, Rajmáninov y Zvérev, en ese momento su asesor, rompieron relaciones después de que Zvérev rechazara la solicitud de ayuda de Serguéi para alquilar un piano y de tener mayor privacidad para componer. Zvérev creía que la composición era un desperdicio para los pianistas talentosos, se negó a hablar con él durante un tiempo y lo organizó para que viviera con su tío y su tía Satin y su familia en Moscú. Rajmáninov luego encontró su primer romance en Vera, la hija menor de la familia vecina Skalon, pero su madre se opuso y prohibió a Rajmáninov que le escribiera, aunque le permitió mantener correspondencia con su hermana mayor, Natalia. A partir de estas cartas se pueden rastrear muchas de sus primeras composiciones.

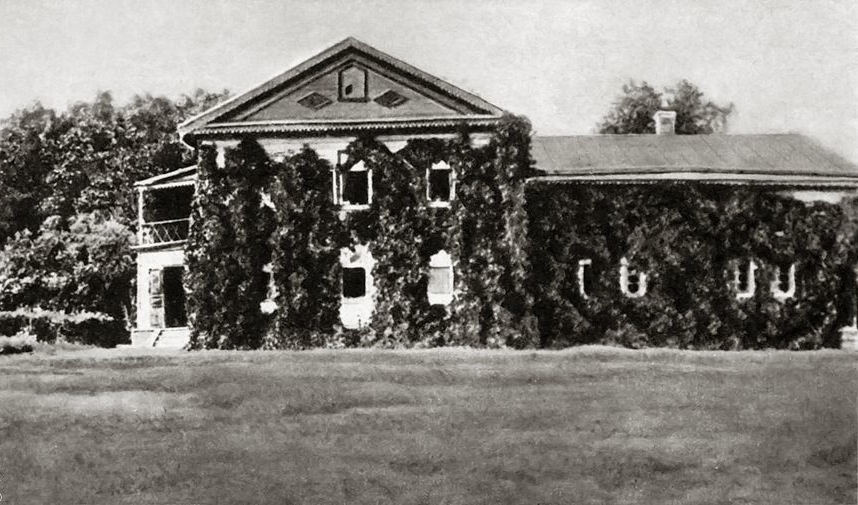
El entorno de Ivánovka fue fuente de inspiración para las composiciones de Serguéi Rajmáninov

Rajmáninov pasó sus vacaciones de verano de 1890 con los Satin en su finca privada llamada Ivánovka, cerca de Tambov, a la que él volvería muchas veces hasta 1917. El entorno tranquilo y bucólico de la finca se convirtió en una fuente de inspiración para él y allí completó muchas composiciones, incluida su op. 1, el Concierto para piano n.º 1 de julio de 1891, que dedicó a Ziloti. También ese año, completó la Sinfonía Juvenil de un solo movimiento y el poema sinfónico Príncipe Rostislav. En 1891, Ziloti dejó el Conservatorio de Moscú después de que el año académico terminara y Rajmáninov pidió realizar sus exámenes finales de piano un año antes de lo que le correspondía para evitar que se le asignara un maestro diferente. A pesar de la poca fe de Ziloti y del director del Conservatorio, Vasili Safónov, ya que sólo tenía tres semanas de preparación, Rajmáninov recibió ayuda de un recién graduado que estaba familiarizado con las pruebas y las aprobó con honores el 24 de mayo de ese año. Tres días después, aprobó sus exámenes anuales de teoría y composición. El progreso se detuvo inesperadamente en la segunda mitad del año cuando contrajo un caso grave de malaria durante sus vacaciones de verano en Ivankova.

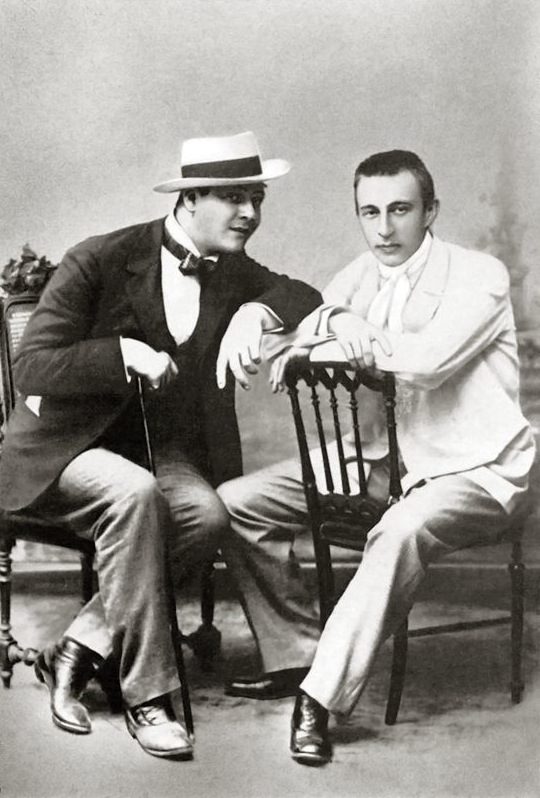
Serguéi Rajmáninov, en la década de 1890, con su amigo el cantante Fiódor Chaliapin, que participó en la producción de Aleko para el Teatro Bolshói de 1892

Durante su último año en el Conservatorio, realizó su primer concierto independiente, donde estrenó su Trio élégiaque n.º 1 en febrero de 1892, seguido de una presentación del primer movimiento de su Concierto para piano n.º 1 un mes después. También aceptaron su petición de realizar sus exámenes finales de teoría y composición un año antes, por lo que escribió Aleko, una ópera de un acto basada en el poema narrativo Los gitanos de Aleksandr Pushkin, en diecisiete días. Se estrenó en mayo de 1892 en el Teatro Bolshói al que asistió Piotr Ilich Chaikovski y elogió a Rajmáninov por su trabajo. Rajmáninov creía que era «seguro que fallaría», pero la producción tuvo tanto éxito que el teatro acordó producirla con el cantante Fiódor Chaliapin, que se convertiría en amigo suyo para toda la vida. Aleko otorgó a Rajmáninov la calificación más alta en el Conservatorio y una Gran Medalla de Oro, una distinción que sólo se había otorgado anteriormente a Tanéyev y Arseni Koreschenko. Zvérev, miembro del comité de examen, le dio al compositor su reloj de oro, lo que terminó con años de distanciamiento. El 29 de mayo de ese año, el Conservatorio le otorgó un diploma que le permitió definirse oficialmente como un «artista libre».
Al graduarse, continuó componiendo y firmó un contrato de publicación de 500 rublos con Gutheil, en virtud del cual Aleko, Dos piezas (op. 2) y Seis canciones (op. 4) se encontraron entre sus primeras obras publicadas. El compositor había ganado previamente 15 rublos al mes impartiendo clases de piano. Pasó el verano de 1892 en la finca de Iván Konoválov, un rico terrateniente en la Gobernación de Kostromá, y regresó con los Satin al distrito de Arbat. Como Gutheil no le pagaba hizo que buscara otras fuentes de ingresos, lo que lo llevó a un compromiso en la Exposición Eléctrica de Moscú en septiembre de 1892, su debut público como pianista, donde estrenó su emblemático «Preludio en do sostenido menor» de su composición para piano Morceaux de fantaisie (op. 3). Le pagaron 50 rublos por su actuación. Tuvo una buena acogida y se convirtió en una de sus piezas más perdurables. En 1893, completó su poema sinfónico La Roca, dedicado a Nikolái Rimski-Kórsakov.
En 1893, pasó un verano productivo con amigos en una finca en la gobernación de Járkov, donde compuso varias piezas, entre ellas Fantaisie-Tableaux (también conocida como Suite n.º 1, op. 5) y Morceaux de Salon (op. 10). En septiembre, publicó Seis canciones (op. 8), un grupo de canciones ambientadas en traducciones de Alekséi Pleschéiev de poemas ucranianos y alemanes. Regresó a Moscú, donde Chaikovski acordó dirigir La Roca para una próxima gira europea. Durante su posterior viaje a Kiev para dirigir actuaciones de Aleko, Rajmáninov se enteró de la muerte de Chaikovski a causa del cólera. La noticia lo dejó aturdido y ese mismo día comenzó a trabajar en su Trio élégiaque n.º 2 para piano, violín y violonchelo como tributo, que completó en un mes. El aura de melancolía de la música revela la profundidad y la sinceridad de la pena de Rajmáninov por su ídolo. La pieza debutó en el primer concierto dedicado a sus composiciones el 31 de enero de 1894.

### Años de depresión y debut como director (1894-1900)

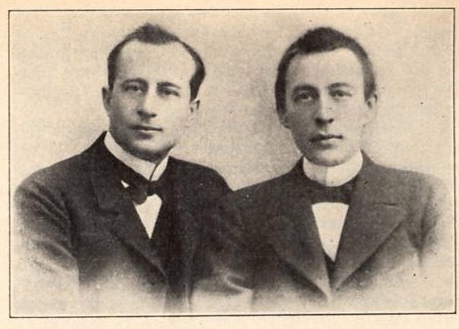
Aleksandr Ziloti y Rajmáninov

Rajmáninov entró en un declive tras la muerte de Chaikovski. Carecía de la inspiración para componer y la dirección del Teatro Bolshói había perdido interés en exhibir Aleko y la había eliminado del programa. Para ganar dinero, volvió a dar clases de piano y, a finales de 1895, acordó una gira de tres meses por Rusia con un programa compartido por la violinista italiana Teresina Tua. La gira no le agradó y se retiró antes de que terminara, sacrificando así sus honorarios de interpretación. Ante la desesperada necesidad económica, empeñó el reloj de oro que Zvérev le había dado. Antes de que comenzara la gira, en septiembre de 1895, completó su Primera Sinfonía (op. 13), una obra concebida en enero y basada en los cánticos que había escuchado en los servicios de la Iglesia ortodoxa rusa. Había trabajado tan duro en ello que no pudo volver a la composición hasta que escuchó la pieza interpretada. No pudo volver a componer hasta octubre de 1896, cuando le robaron «una suma bastante grande de dinero» que no era suya durante un viaje en tren y tuvo que trabajar para recuperar las pérdidas. Entre las piezas que escribió se encuentran Six Choruses (op. 15) y Six Moments Musicaux (op. 16), su última composición completada durante esos meses de depresión.

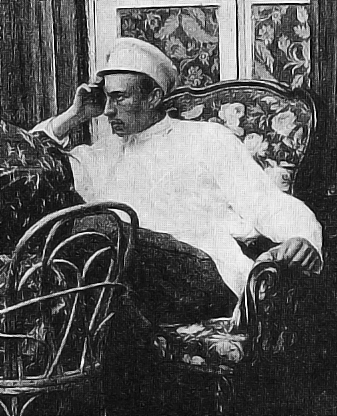
Rajmáninov en 1897, el año en que se estrenó su Sinfonía n.º 1

Su suerte dio un giro después del estreno de su Sinfonía n.º 1, el 28 de marzo de 1897, en una de las series de Conciertos sinfónicos rusos dedicados a la música rusa. Había estado considerablemente nervioso antes de la actuación y la pasó escondido en una escalera tras el escenario. El crítico y compositor nacionalista César Cui vituperó brutalmente la pieza y la comparó con una representación de las Diez plagas de Egipto, sugiriendo que sería admirada por los «confinados» de un conservatorio de música en el infierno. Las deficiencias de la actuación, dirigidas por Aleksandr Glazunov, no fueron comentadas por otros críticos, pero según una memoria de Aleksandr Ossovski, un amigo cercano de Rajmáninov, Glazunov hizo un mal uso del tiempo de ensayo y del programa del concierto en sí, que contenía otros dos estrenos. Otros testigos sugirieron que Glazunov, un alcohólico, pudo haber estado bebido, aunque Rajmáninov nunca lo insinuó. Después de la reacción a su primera sinfonía, Rajmáninov escribió en mayo de 1897 que su falta de éxito o reacción crítica «no me afecta en absoluto», pero que estaba «profundamente angustiado y muy deprimido por el hecho de que mi Sinfonía... no me complace en absoluto después de su primer ensayo». Pensaba que su actuación fue pobre, particularmente la contribución de Glazunov. La pieza no se interpretó durante el resto de su vida, pero la modificó en un arreglo para piano a cuatro manos en 1896.
Cayó en una profunda depresión que duró tres años, durante los cuales tuvo un bloqueo del escritor y casi no compuso nada. Describió esta etapa «como el hombre que había sufrido un derrame cerebral y durante mucho tiempo había perdido el uso de su cabeza y sus manos». Se ganaba la vida dando clases de piano. Savva Mámontov, un industrial ruso y fundador de la Compañía de Ópera Privada de Moscú, ofreció a Rajmáninov el puesto de asistente de director para la temporada 1897-1898. El 12 de octubre de 1897, el compositor, con escasez de fondos, aceptó la dirección de Sansón y Dalila de Camille Saint-Saëns como su primera ópera. A finales de febrero de 1899, Rajmáninov intentó componer y completó dos piezas cortas para piano, Morceau de Fantaisie y Fughetta en fa mayor. Dos meses más tarde, viajó a Londres por primera vez para actuar y dirigir y obtuvo críticas positivas.
Durante su tiempo como director en Moscú, estuvo comprometido con Natalia Sátina. Sin embargo, la Iglesia ortodoxa rusa y los padres de Sátina se opusieron a su anuncio, lo que frustró sus planes de matrimonio. Su depresión empeoró a finales de 1899 tras un verano improductivo; compuso una canción, «Destino», que luego se convirtió en una de sus Doce canciones (op. 21), y no realizó las composiciones para una visita propuesta de regreso a Londres. En un intento por reavivar su deseo de componer, su tía arregló que el escritor León Tolstói, a quien Rajmáninov admiraba mucho, hiciera que el compositor visitara su hogar y recibiera palabras de aliento. La visita no tuvo éxito y no hizo nada para ayudarle a componer con la fluidez que tenía antes.

### Recuperación y vuelta a la dirección (1900-1906)

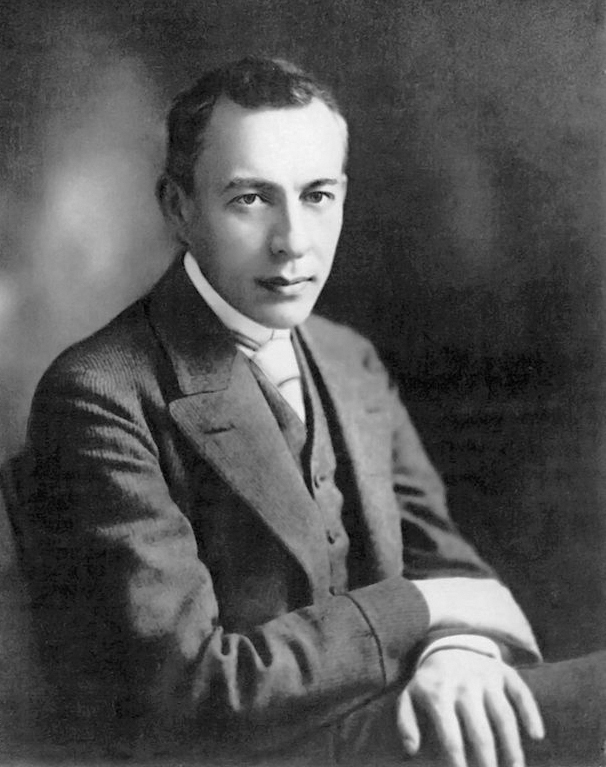
Serguéi Rajmáninov en 1902

Para 1900, Rajmáninov se había vuelto tan autocrítico que, a pesar de los numerosos intentos, componer se había vuelto casi imposible. Su tía luego sugirió ayuda profesional, después de haber recibido un tratamiento exitoso de un amigo de la familia, médico y músico aficionado Nikolái Dahl, al cual Rajmáninov estuvo de acuerdo sin oponer resistencia. Entre enero y abril de 1900, se sometió a sesiones de hipnoterapia y psicoterapia con Dahl a diario, específicamente estructuradas para mejorar sus patrones de sueño, estado de ánimo y apetito, y reavivar su deseo de componer. Ese verano, sintió que «comenzaron a surgir nuevas ideas musicales» y reanudó con éxito la composición. Su primera obra completa posterior a aquel episodio, el Concierto para piano n.º 2, la terminó en abril de 1901 y se la dedicó a Dahl. Después del segundo y tercer movimiento estrenados en diciembre de 1900 con Rajmáninov como solista, la pieza completa se interpretó por primera vez en 1901 y fue recibida con entusiasmo. Le valió al compositor un premio Glinka, el primero de los cinco que se le otorgaron a lo largo de su vida, y un premio de 500 rublos en 1904.

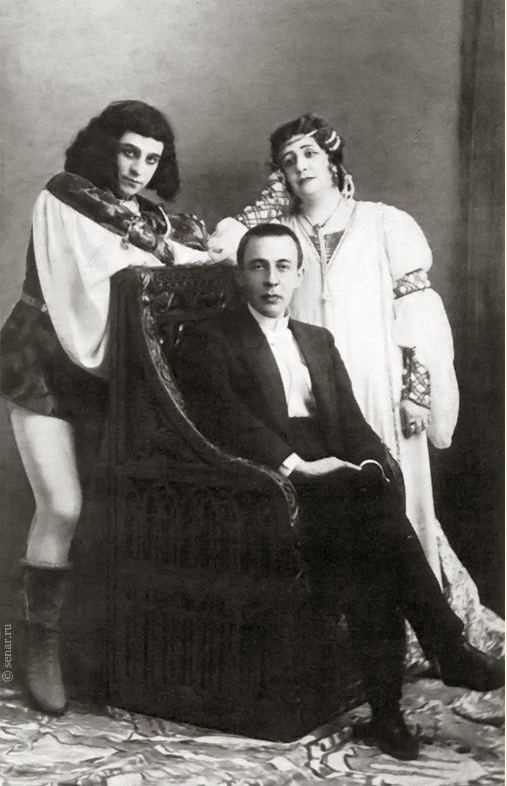
Serguéi Rajmáninov (sentado), junto a los participantes en el estreno de Francesca da Rimini de 1906, Gueorgui Baklánov y Nadezhda Sálina

En medio del éxito de su carrera profesional, Rajmáninov se casó con Natalia Sátina el 12 de mayo de 1902 después de un compromiso de tres años. Debido a que eran primos hermanos, el matrimonio estaba prohibido bajo una ley canónica impuesta por la Iglesia ortodoxa rusa. Además, el compositor no era un asistente regular a la iglesia y evitaba la confesión, dos cosas que un sacerdote habría tenido que confirmar que hacía al firmar un certificado de matrimonio. Para eludir la oposición de la Iglesia, la pareja utilizó sus antecedentes militares y organizó una pequeña ceremonia en una capilla del cuartel del ejército de un suburbio de Moscú con Ziloti y el violonchelista Anatoli Brandukov como testigos. Recibieron la más pequeña de las dos casas en la finca Ivánovka como regalo y pasaron una luna de miel de tres meses por toda Europa. A su regreso, se establecieron en Moscú, donde tuvieron dos hijas, Irina Serguéievna Rajmáninova (1903-1969) y Tatiana Serguéievna Rajmáninova (1907-1961). Rajmáninov volvió a trabajar, como profesor de música en el Colegio Femenino Santa Ekaterina y en el Instituto Elizaveta. En febrero de 1903, había completado la composición de piano más grande de su carrera en ese momento, las Variaciones sobre un tema de Chopin (op. 22). Se interrumpió el desarrollo de otras piezas después de que Natalia, Irina y él se vieran afectados por una enfermedad durante sus vacaciones de verano en Ivánovka.
En 1904, en un cambio de carrera, Rajmáninov acordó convertirse en el director de orquesta en el Teatro Bolshói durante dos temporadas. Se ganó una reputación contradictoria durante su tiempo en el cargo, impuso una estricta disciplina y exigió altos estándares de desempeño. Influido por Richard Wagner, fue pionero en el arreglo moderno de los músicos de orquesta en el foso y la costumbre moderna de estar de pie mientras dirigía. También trabajaba con cada solista por su parte, incluso acompañándolos al piano. El teatro acogió el estreno de sus óperas El caballero avaro y Francesca da Rimini.
En el transcurso de su segunda temporada como director de orquesta, perdió interés en su puesto. El malestar social y político que rodearon a la Revolución de 1905 comenzaron a afectar a los artistas y al personal del teatro, quienes organizaron protestas y demandas de mejores condiciones y salarios. Rajmáninov seguía sin estar interesado en la política que lo rodeaba y el espíritu revolucionario hacía que las condiciones de trabajo fueran cada vez más difíciles. En febrero de 1906, después de realizar 50 actuaciones en la primera temporada y 39 en la segunda, Rajmáninov presentó su renuncia. Luego llevó a su familia a un largo viaje por Italia con la esperanza de completar nuevas obras, pero la enfermedad golpeó a su esposa e hija y regresaron a Ivánovka. Pronto volvieron los problemas económicos después de la renuncia de Rajmáninov de sus puestos en las escuelas de Santa Ekaterina y Elizaveta, lo que le dejó sólo la opción de componer.

### Traslado a Dresde y primera gira estadounidense (1906-1917)

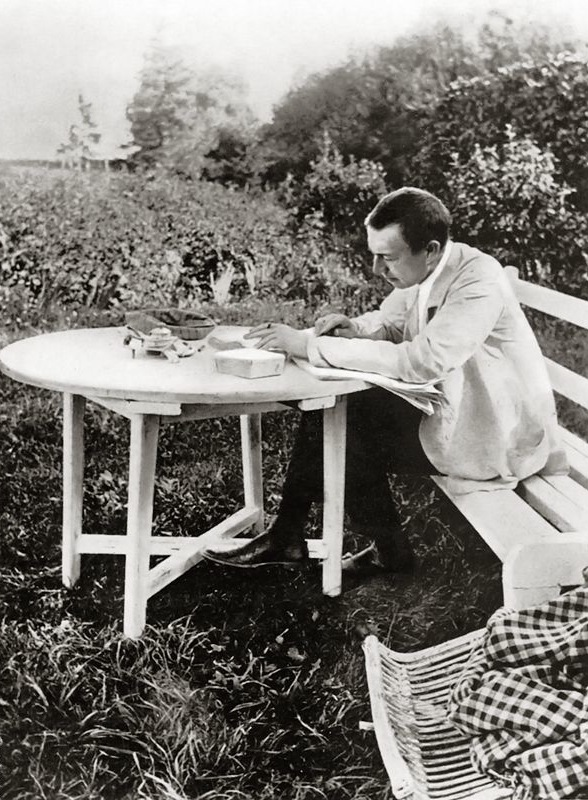
Rajmáninov corrigiendo su Concierto para piano n.º 3 en la finca Ivánovka (1910)

En noviembre de 1906, Rajmáninov y su familia, cada vez más descontentos con la agitación política en Rusia y necesitando el aislamiento de su animada vida social para poder componer, se marcharon de Moscú a Dresde (Alemania). La ciudad se había convertido en la favorita de Rajmáninov y Natalia, ya que les presentaba un ambiente musical más vibrante y oportunidades favorables. La familia se quedó en Dresde hasta 1909 y sólo regresaron a Rusia para sus vacaciones de verano en Ivánovka. Durante una visita a Leipzig, entró en una galería de arte que albergaba La isla de los muertos de Arnold Böcklin. La pintura sirvió de inspiración para la obra orquestal del mismo nombre, op. 29. A pesar de los períodos ocasionales de depresión, apatía y poca fe en cualquiera de sus obras, Rajmáninov comenzó su Sinfonía n.º 2 (op. 27) en 1906, doce años después del desastroso estreno de su primera sinfonía. Mientras la escribía, Rajmáninov y su familia regresaron a Rusia, pero el compositor se desvió a París para participar en la temporada de conciertos rusos de Serguéi Diáguilev en mayo de 1907. Su actuación como solista en su Concierto para piano n.º 2 con una repetición de su «Preludio en do sostenido menor» fue un éxito triunfal. Recuperó su autoestima tras la entusiasta reacción al estreno de su Segunda Sinfonía a principios de 1908, que le valió su segundo Premio Glinka y mil rublos en metálico.
Durante su estancia en Dresde, acordó actuar y dirigir en Estados Unidos como parte de la temporada de conciertos 1909-1910 con el director Max Fiedler y la Orquesta Sinfónica de Boston. Pasó un tiempo durante los descansos en Ivánovka terminando una nueva pieza especialmente para la visita, su Concierto para piano n.º 3 (op. 30), que dedicó a Józef Hofmann. En la gira, el compositor realizó 26 presentaciones, 19 como pianista y 7 como director, lo que marcó sus primeros recitales sin otro intérprete en el programa. Su primera aparición fue en el Smith College en Northampton (Massachusetts), el 4 de noviembre de 1909. La segunda interpretación del Concierto para piano n.º 3 de la Orquesta Sinfónica de Nueva York la dirigió Gustav Mahler en la ciudad de Nueva York, con el compositor como solista, una experiencia que él personalmente atesoraba. Aunque la gira aumentó la popularidad del compositor en Estados Unidos, rechazó las ofertas posteriores, incluida la de director de la Orquesta Sinfónica de Boston, debido a la cantidad de tiempo lejos de Rusia y su familia.

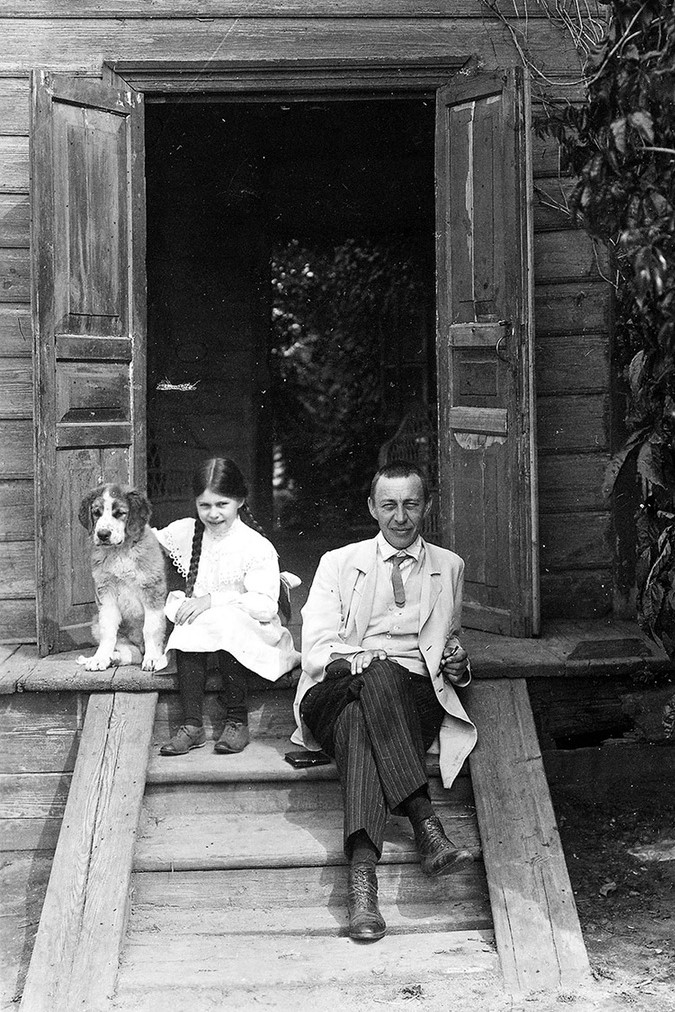
Serguéi Rajmáninov con su hija Irina en Ivánovka en 1913

A su regreso a casa en febrero de 1910, Rajmáninov fue nombrado vicepresidente de la Sociedad Musical Imperial Rusa, cuyo presidente era miembro de la familia real. Más tarde, en 1910, completó su obra coral Liturgia de San Juan Crisóstomo (op. 31), pero se le prohibió la presentación, ya que no seguía el formato de un servicio litúrgico típico de la Iglesia. Lo nombraron director permanente de la Sociedad Filarmónica de Moscú durante dos temporadas entre 1911 y 1913, lo que ayudó a elevar su perfil y aumentar la cantidad de espectadores e ingresos. En 1912, abandonó la SMIR cuando supo que habían despedido a un músico en un puesto administrativo por ser judío.
Poco después de su renuncia, un agotado Rajmáninov buscó tiempo para la composición y llevó a su familia de vacaciones a Suiza. Se fueron después de un mes a Roma para una visita que se convirtió en un período particularmente tranquilo e influyente para el compositor, quien vivía solo en un pequeño apartamento en la Plaza de España mientras su familia se hospedaba en una pensión. Mientras estaba allí, recibió una carta anónima que contenía una traducción al ruso de Konstantín Balmont del poema de Edgar Allan Poe Las campanas, que lo conmovió mucho, y comenzó a trabajar en su sinfonía coral del mismo título, op. 35, basada en él. Este período de composición terminó abruptamente cuando sus hijas contrajeron casos graves de fiebre tifoidea y fueron atendidas en Berlín debido a la mayor confianza de su padre en los médicos alemanes. Después de seis semanas, la familia regresó a su piso de Moscú. El compositor dirigió Las campanas en su estreno en San Petersburgo a finales de 1913.
En enero de 1914, comenzó una gira de conciertos por Inglaterra que fue recibida con entusiasmo. Tenía demasiado miedo de viajar solo después de la muerte de Raoul Pugno de un ataque cardíaco inesperado en su habitación de hotel, ya que temía un destino similar. Después del estallido de la Primera Guerra Mundial ese mismo año, su puesto de Inspector de Música en la Escuela Secundaria de Nobleza para niñas lo puso en el grupo de funcionarios del gobierno que le impedía unirse al ejército, pero el compositor hizo donaciones caritativas regulares para el esfuerzo de la guerra. En 1915, completó su segunda gran obra coral, Las vísperas (op. 37), después de asistir a una actuación de la Liturgia de San Juan Crisóstomo y se sintió decepcionado con ella. Tras pasar dos semanas escribiendo la Vigilia de toda la noche, envió la partitura a Serguéi Tanéyev para corregir y enmendar errores en su polifonía, pero se la devolvió sin cambios. Fue tan calurosamente recibida en su estreno de Moscú para ayudar a aliviar la guerra que se programaron rápidamente cuatro actuaciones posteriores.
La muerte de Skriabin en abril de 1915 fue una tragedia para Rajmáninov, quien realizó una gira de recitales de piano dedicada a las composiciones de su amigo para recaudar fondos para la viuda, que tenía problemas económicos. Fueron sus primeras actuaciones públicas de obras distintas a las suyas. Durante unas vacaciones en Finlandia ese verano, se enteró de la muerte de Tanéyev, una pérdida que lo afectó enormemente. Al final del año, había terminado sus 14 Romances (op. 34), cuya sección final, «Vocalise», se convirtió en una de sus canciones más populares.

### Marcha de Rusia, inmigración a Estados Unidos y concertista de piano (1917-1925)

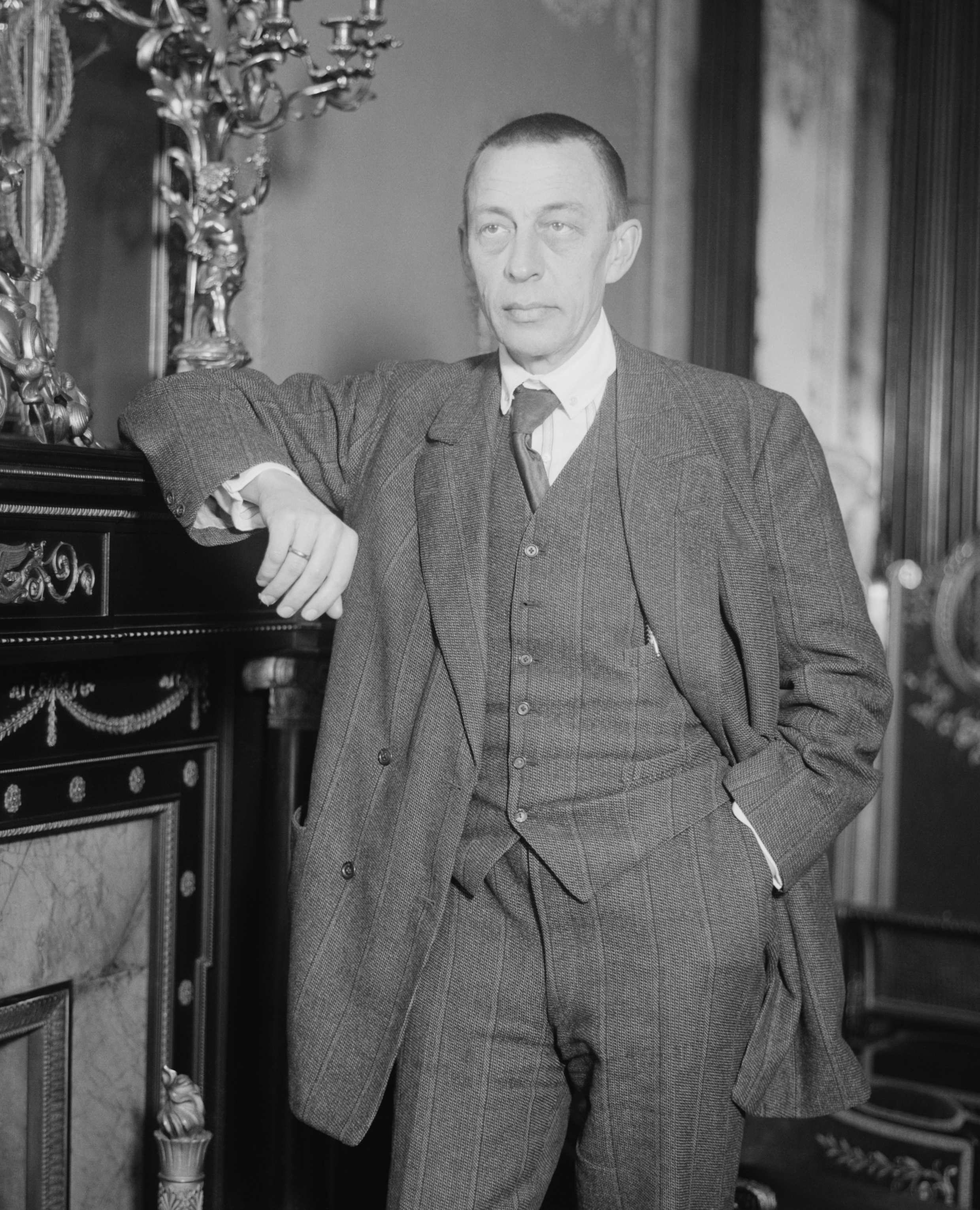
Serguéi Rajmáninov alrededor de 1915

El día en que comenzó la Revolución de Febrero de 1917 en San Petersburgo, Rajmáninov realizó un recital de piano en Moscú en ayuda de los soldados rusos heridos que habían luchado en la guerra. Dos meses más tarde, visitó Ivánovka, donde encontró la casa en un caos después de que un grupo de miembros del Partido Social-Revolucionario se apoderara de ella como propiedad comunal propia. A pesar de haber invertido la mayor parte de sus ganancias en la finca, Rajmáninov se fue después de tres semanas y prometió no volver nunca. Pronto las autoridades bolcheviques la confiscaron y quedó abandonada.
Después de una pausa en agosto con su familia en la más pacífica Crimea, actuó en la cercana Yalta el 5 de septiembre, el que iba a ser su último concierto en Rusia. A su regreso a Moscú, la tensión política que rodeaba a la Revolución de Octubre hizo que el compositor mantuviera a su familia a salvo en el interior de casa con la mayor frecuencia posible y participara en una cooperativa en su edificio de apartamentos, asistiera a las reuniones de los comités y realizara tareas de guardia civil por la noche. Completó las revisiones de su Concierto para piano n.º 1 entre disparos y manifestaciones al aire libre. En medio de tal confusión, recibió una oferta inesperada para realizar diez recitales de piano en Escandinavia, lo cual aceptó de inmediato y lo usó como excusa para obtener rápidamente los permisos para que su familia saliera del país. El 22 de diciembre de 1917, la familia salió de San Petersburgo en tren hacia la frontera con Finlandia, desde donde viajaron a través del país en un trineo abierto y en tren hasta Helsinki. Transportando lo que pudieron empacar en sus pequeñas maletas, el compositor se llevó unos cuadernos con bocetos de composiciones y partituras para el primer acto de su ópera inconclusa Monna Vanna y la ópera de Rimski-Kórsakov El gallo de oro. Llegaron a Estocolmo (Suecia) el 24 de diciembre. En enero de 1918, se trasladaron a Copenhague (Dinamarca) y, con la ayuda del amigo y compositor Nikolái von Struve, se instalaron en la planta baja de una casa. Endeudado y necesitado de dinero, Rajmáninov, de 44 años, eligió actuar como su principal fuente de ingresos, ya que una carrera exclusivamente en composición era demasiado restrictiva. Su repertorio de piano era pequeño, lo que motivó el inicio de la práctica regular de su técnica y el aprendizaje de nuevas piezas para tocar. Realizó una gira entre febrero y octubre de ese año.

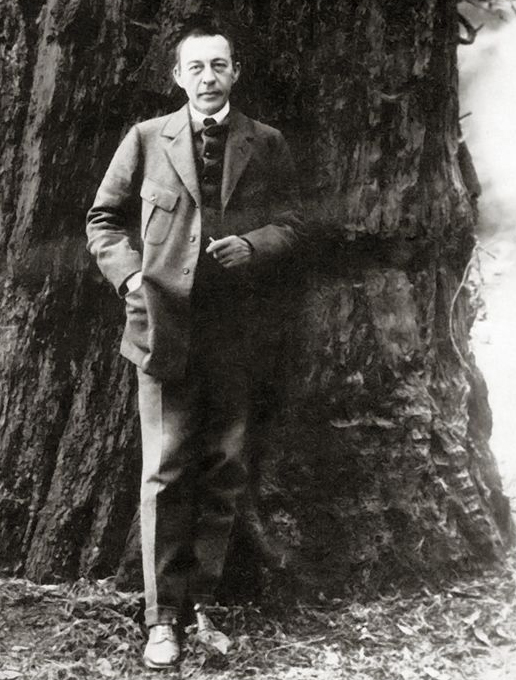
Rajmáninov frente a una secuoya gigante en California (1919)

Durante su gira escandinava, recibió tres ofertas de Estados Unidos: convertirse en director de la Orquesta Sinfónica de Cincinnati durante dos años, dirigir 110 conciertos en 30 semanas para la Orquesta Sinfónica de Boston y dar 25 recitales de piano. Las rechazó todas, preocupado por tal compromiso en un país que apenas conocía y del que tenía pocos buenos recuerdos de su gira debut en 1909. Sin embargo, consideraba a Estados Unidos como una ventaja financiera, ya que no ganaría lo suficiente para sustentar a su familia sólo a través de la composición. No podía pagar los gastos de viaje, pero su suerte cambió cuando el banquero ruso y compañero emigrado Aleksandr Kamenka accedió a darle un préstamo por adelantado para el viaje. También recibió ayuda de amigos y admiradores, como el pianista Ignaz Friedman, que le dio 2000 dólares. El 1 de noviembre de 1918, la familia embarcó en el SS Bergensfjord en Oslo (Noruega) con destino a la ciudad de Nueva York y llegó once días después. La noticia de la llegada del compositor se extendió, lo que provocó que una multitud de músicos, artistas y seguidores se reunieran frente al hotel The Sherry-Netherland donde se hospedaba.

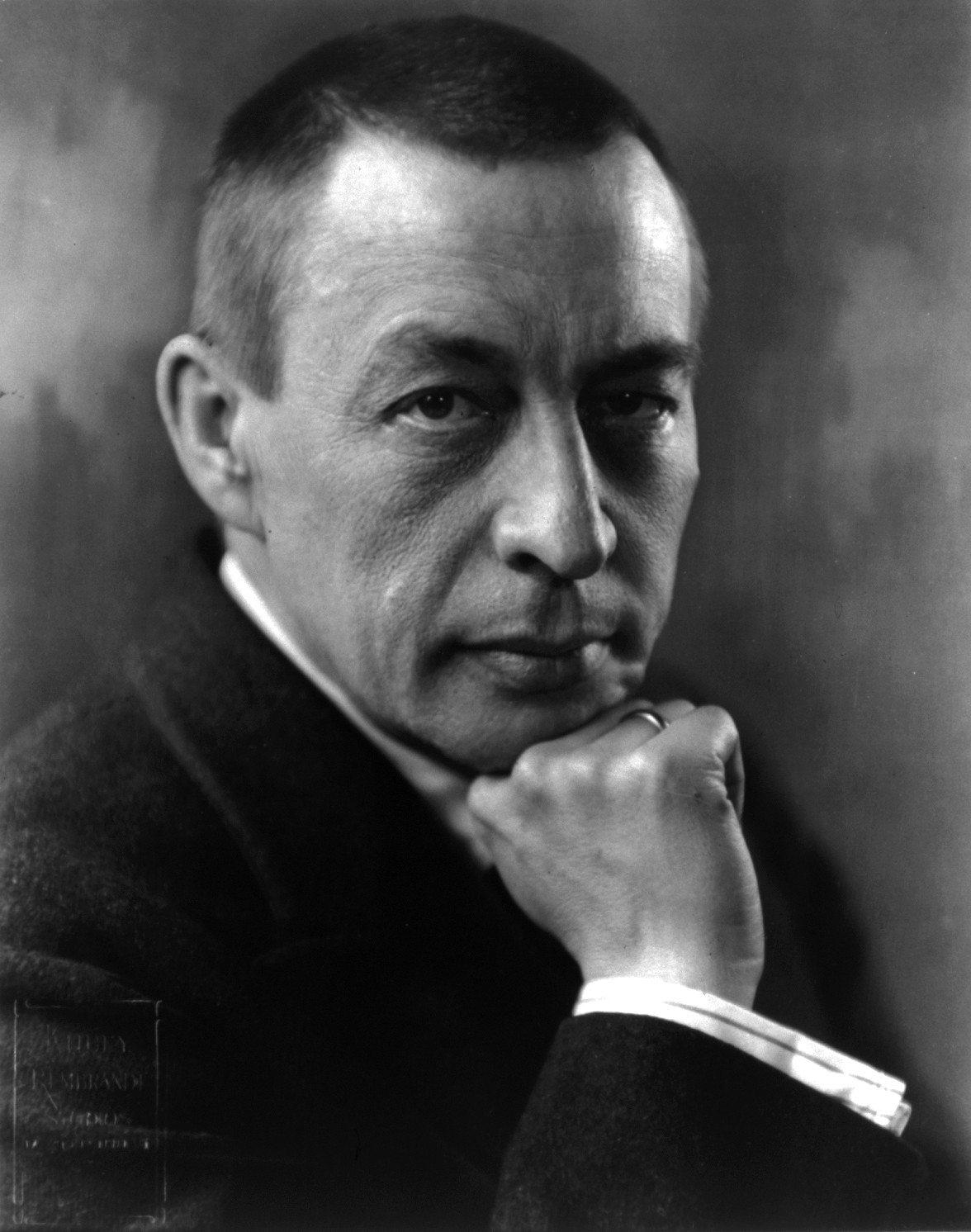
Rajmáninov en 1921

Rajmáninov rápidamente se ocupó de los negocios y contrató a Dagmar Rybner, hija del profesor de música en la Universidad de Columbia, como su secretaria, intérprete y ayudante para lidiar con la vida estadounidense. Se reunió con Józef Hofmann, quien informó a varios directores de conciertos que el compositor estaba disponible y sugirió que Rajmáninov utilizara los servicios de Charles Ellis como su agente. El compositor estuvo de acuerdo y Ellis organizó 36 actuaciones para la temporada de conciertos de 1918-1919. El primero tuvo lugar el 8 de diciembre de 1918 en Providence (Rhode Island), con un recital de piano. Rajmáninov, todavía en recuperación de un caso de gripe de 1918, incluyó su propio arreglo de «The Star-Spangled Banner» en el programa. Antes de la gira había recibido ofertas de numerosos fabricantes de pianos para hacer una gira con sus instrumentos, sin embargo, eligió Steinway, el único que no le ofreció dinero. La asociación de Steinway con el compositor continuó durante el resto de su vida.
Con la temporada de conciertos terminada en abril de 1919, la familia se marchó a un descanso a San Francisco (California), donde el compositor se repuso y se preparó para la próxima temporada. Adoptó ese programa durante los siguientes años: actuaba en todo el país y después mantenía un período de descanso y práctica. Actuar le permitió ser financieramente solvente y él y su familia vivieron una vida de clase media alta con sirvientes, un cocinero y un chófer. Recrearon la atmósfera de su propiedad de Ivánovka en su casa de Nueva York, entretenían a los invitados rusos, empleaban a rusos y guardaban costumbres rusas. A pesar de que podía hablar algo de inglés, hizo traducir toda su correspondencia al ruso. Se permitió algún lujo, como trajes a medida de calidad y el último modelo de automóviles.

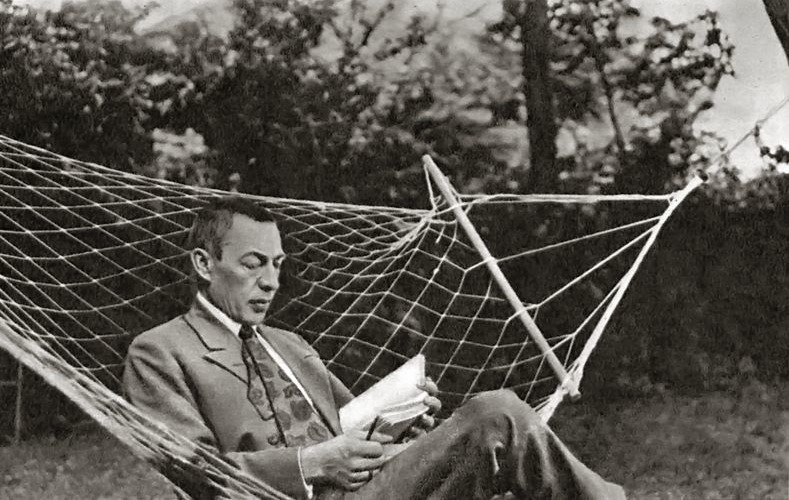
Serguéi Rajmáninov en su dacha de Locust (Nueva Jersey) en 1923

En 1920, firmó un contrato de grabación con Victor Talking Machine Company, lo que le permitió obtener unos ingresos muy necesarios y comenzó una larga asociación con RCA. Durante unas vacaciones familiares en Goshen ese verano se enteró de la muerte accidental de von Struve, lo que llevó a Rajmáninov a fortalecer los lazos que tenía con los que todavía estaban en Rusia al llegar a un acuerdo con su banco para enviar dinero y paquetes de comida regularmente a sus familiares, amigos, estudiantes y los necesitados. A principios de 1921, solicitó documentación para visitar Rusia, la única vez que lo haría después de salir del país, pero el viaje se truncó tras su decisión de someterse a una cirugía para el dolor en la sien derecha. La operación no logró mitigar sus síntomas y sólo encontró alivio después de someterse a una intervención dental más tarde en esa misma década. Después de salir del hospital, compró un apartamento en 33 Riverside Drive en el Upper West Side de Manhattan, con vistas al río Hudson. Allí también mantuvo una atmósfera rusa observando las costumbres de su país natal, servía comida rusa y empleó a sirvientes rusos.
Su primera visita a Europa desde que emigró a Estados Unidos ocurrió en mayo de 1922, con conciertos en Londres. Más tarde, la familia mantuvo una reunión con los Satin en Dresde, tras lo cual el compositor se preparó para una agitada temporada de conciertos de 1922 a 1923 de 71 actuaciones en cinco meses. Durante un tiempo, alquiló un vagón de tren que estaba equipado con un piano y pertenencias para ahorrar tiempo al hacer y deshacer las maletas. En 1924, rechazó una invitación para convertirse en director de la Orquesta Sinfónica de Boston. Al año siguiente, tras la muerte del marido de su hija Tatiana, fundó TAIR, una editorial parisina que lleva el nombre de sus hijas y especializada en obras suyas y de otros compositores rusos.

### Giras, últimas composiciones y Villa Senar (1926-1942)

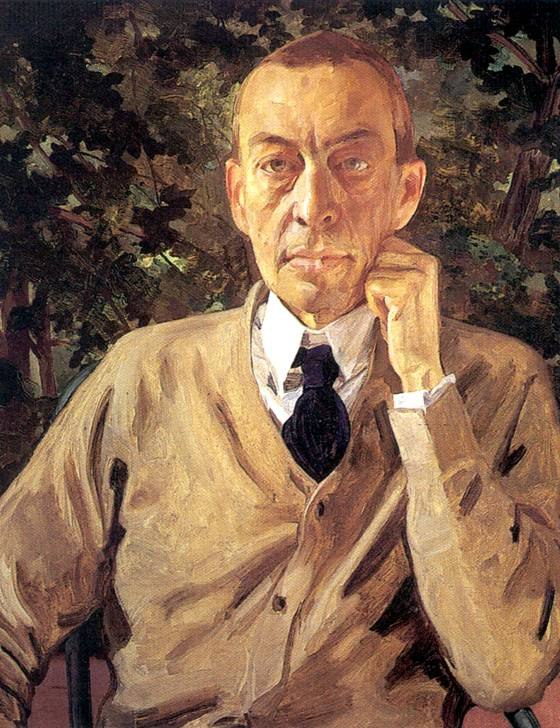
Retrato de Rajmáninov en 1925, de Konstántin Sómov

Los exigentes horarios de las giras hicieron que la producción compositiva de Rajmáninov se ralentizara significativamente. Entre su llegada a Estados Unidos en 1918 y su muerte, completó sólo seis obras, salvo algunas revisiones de obras anteriores y transcripciones para piano para su repertorio de conciertos. El compositor admitió más tarde que al dejar Rusia, «dejé atrás mi deseo de componer: al perder mi país, me perdí también a mí mismo». En 1926, después de concentrarse en las giras durante los últimos ocho años, se tomó un año sabático y completó las dos primeras de sus últimas seis piezas, el Concierto para piano n.º 4, que había comenzado en 1917, y Tres canciones rusas, que dedicó a Leopold Stokowski. Buscó la compañía de otros músicos rusos y se hizo amigo del pianista Vladimir Horowitz en 1928. Horowitz siguió siendo un defensor de las obras en solitario de Rajmáninov y su Concierto para piano n.º 3, sobre la que el propio compositor comentó públicamente después de una actuación en 1942: «Esta es la forma en la que siempre soñé que debería tocarse mi concierto, pero nunca esperé escucharla así en la Tierra»". En 1930, como hecho extraordinario, Rajmáninov permitió que el compositor italiano Ottorino Respighi orquestara piezas de sus Études-Tableaux op. 33 (1911) y op. 39 (1917), y dejó a Respighi la inspiración de las composiciones.
De 1929 a 1931, Rajmáninov pasó sus veranos en Francia en Clairefontaine-en-Yvelines, cerca de Rambouillet, donde se reunió con sus compañeros emigrados rusos y sus hijas. En 1930, había recuperado su deseo de componer y buscó un nuevo lugar para escribir nuevas piezas. Compró un terreno en Suiza cerca de Hertenstein (Lucerna) y supervisó la construcción de su nueva casa, a la que llamó Villa Senar, al tomar las dos primeras letras de su nombre y el de su esposa, y agregar la «r» de su apellido. Pasó los veranos en Villa Senar hasta 1939, a menudo con sus hijas y nietos, con quienes participaba en una de sus actividades favoritas, conducir su lancha a motor en el lago Lucerna. En la comodidad de su propia villa, completó su Rapsodia sobre un tema de Paganini en 1934 y la Tercera Sinfonía en 1936.
En 1931, Rajmáninov y varios otros firmaron un artículo en The New York Times que criticaba las políticas culturales de la Unión Soviética. La música del compositor sufrió un boicot en Rusia como resultado de la reacción violenta de la prensa soviética, que duró hasta 1933.

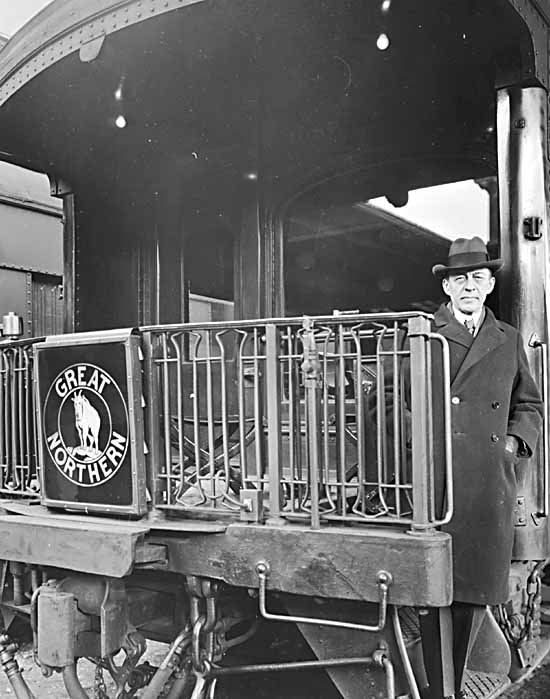
Serguéi Rajmáninov en 1929, a bordo del Great Northern Railway

En octubre de 1932, inició una exigente temporada de conciertos que constaba de 50 funciones. La gira marcó el cuadragésimo aniversario de su debut como pianista, por lo que varios de sus amigos rusos que en ese momento vivían en Estados Unidos le enviaron un pergamino y una corona de flores para celebrarlo. La frágil situación económica en Estados Unidos afectó a la gira y al compositor, que actuó con pocos llenos absolutos y perdió dinero en sus inversiones y acciones. La etapa europea en 1933 vio a Rajmáninov celebrar su sexagésimo cumpleaños entre compañeros músicos y amigos, después de lo cual se retiró a Villa Senar durante el verano. En mayo de 1934, se sometió a una operación menor y dos años más tarde se retiró a Aix-les-Bains en Francia durante un breve período para mejorarse de su artritis. Mientras visitaba Senar en 1937, inició conversaciones con el coreógrafo Michel Fokine sobre la puesta en escena de un ballet basado en música de Niccolò Paganini que iba a presentar su Rapsodia y que finalmente se estrenó en Londres en 1939 con la presencia de las hijas del compositor. En 1938, interpretó su Concierto para piano n.º 2 en un concierto benéfico de jubileo en Londres para Henry Wood, fundador del Royal Albert Hall de Londres, la serie de conciertos Proms y admirador del compositor, que quería que fuera el único solista del espectáculo. Rajmáninov estuvo de acuerdo, siempre que la actuación no se transmitiera por radio, debido a su aversión por ese medio. El mismo concierto contó con el estreno de Serenade to Music de Ralph Vaughan Williams, en el que al oírlo, se observó a Rajmáninov llorar de emoción.
En la temporada de conciertos de 1939-1940, Rajmáninov realizó menos actuaciones de lo habitual, con un total de 43 apariciones que fueron principalmente en Estados Unidos. La gira continuó con eventos por Inglaterra, después de los cuales visitó a su hija Tatiana en París y luego regresó a Villa Senar. No pudo actuar durante un tiempo después de resbalar en el piso de la villa y lesionarse. Se recuperó lo suficiente para actuar en el Festival Internacional de Música de Lucerna el 11 de agosto de 1939. Este fue su último concierto en Europa. Regresó a París dos días después, donde su esposa, sus dos hijas y él estuvieron juntos por última vez antes de que el compositor dejara una Europa dividida por la Segunda Guerra Mundial, el 23 de agosto. Rajmáninov apoyó el esfuerzo de guerra de la Unión Soviética contra la Alemania nazi durante el transcurso de la guerra y donó los ingresos de muchos de sus conciertos esa temporada en beneficio del Ejército Rojo.

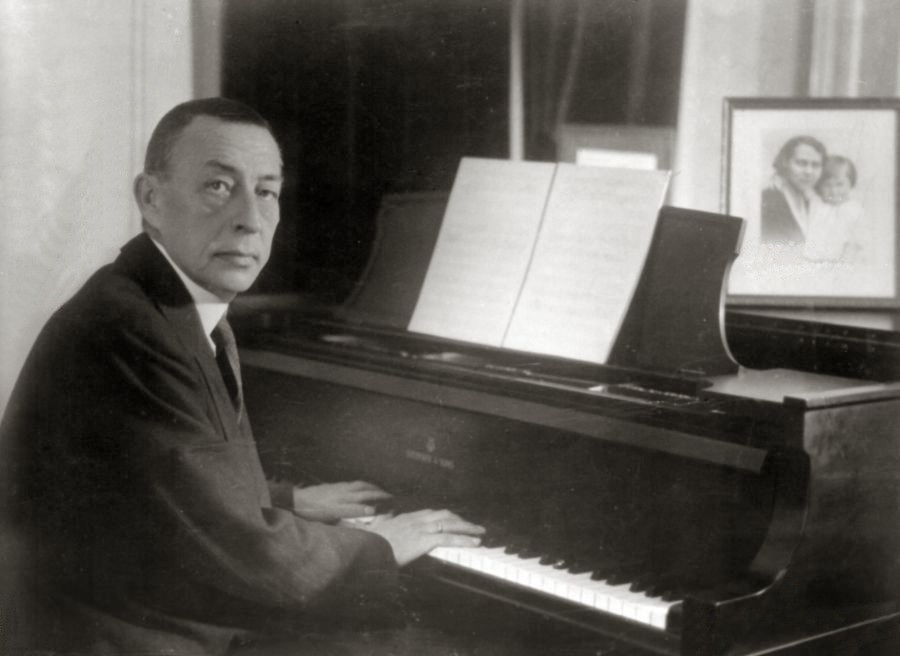
Rajmáninov al piano, circa 1936

A su regreso a Estados Unidos, Rajmáninov actuó con la Orquesta de Filadelfia en la ciudad de Nueva York, con el director Eugene Ormandy, el 26 de noviembre y el 3 de diciembre de 1939, como parte de la serie especial de conciertos de la orquesta dedicada al compositor en celebración del trigésimo aniversario de su debut en el país. El propio compositor dirigió el concierto final el 10 de diciembre con su Tercera Sinfonía y Las campanas, su primer puesto como director desde 1917. La temporada de conciertos lo dejó cansado, a pesar de denominarla «bastante exitosa», y pasó el verano descansando de una cirugía menor en Orchard's Point, una finca cerca de Huntington, en Long Island. Durante este período de descanso, completó su composición final, Danzas sinfónicas (op. 45). Es la única pieza que compuso en su totalidad mientras vivía en Estados Unidos. Ormandy y la Orquesta de Filadelfia estrenaron la pieza en enero de 1941, a la que asistió el compositor.
En diciembre de 1939, Rajmáninov comenzó un extenso período de grabación que duró hasta febrero de 1942 e incluyó sus Conciertos para piano n.º 1 y n.º 3 y la Tercera Sinfonía en la Academia de Música de Filadelfia. A principios de la década de 1940, los realizadores de la película británica Dangerous Moonlight se acercaron al compositor para que escribiera una pieza corta parecida a un concierto para su uso en la película, pero él se negó. El trabajo fue para Richard Addinsell y el orquestador Roy Douglas, a quienes se les ocurrió el Concierto de Varsovia. Asimismo, en 1941 revisó su Concierto para piano n.º 4.

### Últimos años (1942-1943)

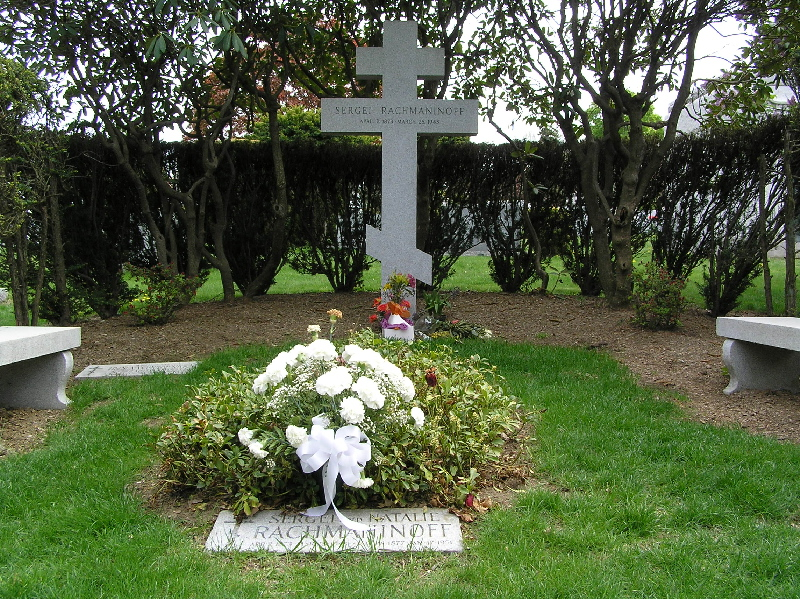
La tumba de Serguéi Rajmáninov en el Kensico Cemetery de Valhalla (Nueva York)

A principios de 1942, su médico le recomendó que se trasladara a un clima más cálido para mejorar su salud tras padecer esclerosis, lumbalgia, neuralgia, presión arterial alta y dolores de cabeza. Después de completar sus últimas sesiones de grabación en estudio en febrero, el compositor y su esposa abortaron una mudanza a Long Island, ya que expresaron un mayor interés en trasladarse a California. Inicialmente, en mayo, se establecieron en una casa alquilada en Tower Road en Beverly Hills. El mes siguiente, compraron una casa en 610 North Elm Drive en la ciudad, que estaba cerca de la vivienda de Horowitz, quien solía visitar e interpretar duetos de piano con Rajmáninov, por placer y sin ninguna audiencia. Más tarde, el compositor invitó a cenar a Ígor Stravinski y compartieron sus preocupaciones por una Rusia devastada por la guerra y por sus hijos que estaban en Francia.
Poco después de una actuación en el Hollywood Bowl en julio de 1942, Rajmáninov sufrió de lumbago y fatiga. Informó a su médico, Aleksandr Golitsyn, que la próxima temporada de conciertos de 1942-1943 sería la última, para dedicar su tiempo a la composición. La gira comenzó el 12 de octubre y el compositor recibió muchas reseñas positivas de los críticos a pesar del deterioro de su salud. Rajmáninov y su esposa Natalia estaban entre las 220 personas que se naturalizaron como ciudadanos estadounidenses en una ceremonia celebrada en Nueva York el 1 de febrero de 1943. Ese mismo mes, se quejó de tos persistente y dolor de espalda y un médico le diagnosticó pleuritis y le advirtió de que un clima más cálido le ayudaría a recuperarse. Optó por seguir con la gira, pero se sintió tan enfermo durante sus viajes a Florida que se cancelaron las fechas restantes y regresó a California en tren, donde una ambulancia lo llevó al hospital. Fue entonces cuando le diagnosticaron una forma agresiva de melanoma. Su esposa lo llevó a casa, donde se reunieron con su hija Irina. Sus últimas apariciones como solista de concierto, en las que interpretó el Primer concierto para piano de Beethoven y su Rapsodia sobre un tema de Paganini, fueron el 11 y 12 de febrero con la Orquesta Sinfónica de Chicago bajo la dirección de Hans Lange. Su último recital, realizado el 17 de febrero en el Alumni Memorial Gymnasium/Auditorium en la Universidad de Tennessee en Knoxville, incluyó la Sonata para piano n.° 2 de Frédéric Chopin, que contiene una marcha fúnebre.
Su salud se deterioró rápidamente en la última semana de marzo. Le repugnaba la comida, tenía dolores constantes en los brazos y los costados y le costaba cada vez más respirar. El 26 de marzo, perdió el conocimiento y murió dos días más tarde, cuatro días antes de cumplir setenta años. Un mensaje de varios compositores de Moscú con saludos había llegado demasiado tarde para que Rajmáninov lo leyera. Su funeral tuvo lugar en la iglesia ortodoxa rusa de la Santísima Virgen María en la calle Micheltorena en Silver Lake. En su testamento, indicaba que deseaba ser enterrado en el cementerio Novodévichi de Moscú, al igual que Skriabin, Tanéyev y Antón Chéjov, pero debido a su ciudadanía estadounidense no se pudo realizar su última voluntad. Por el contrario, fue enterrado en el Kensico Cemetery de Valhalla (Nueva York) el 1 de junio.

## Obra

### Compositor

#### Estilo

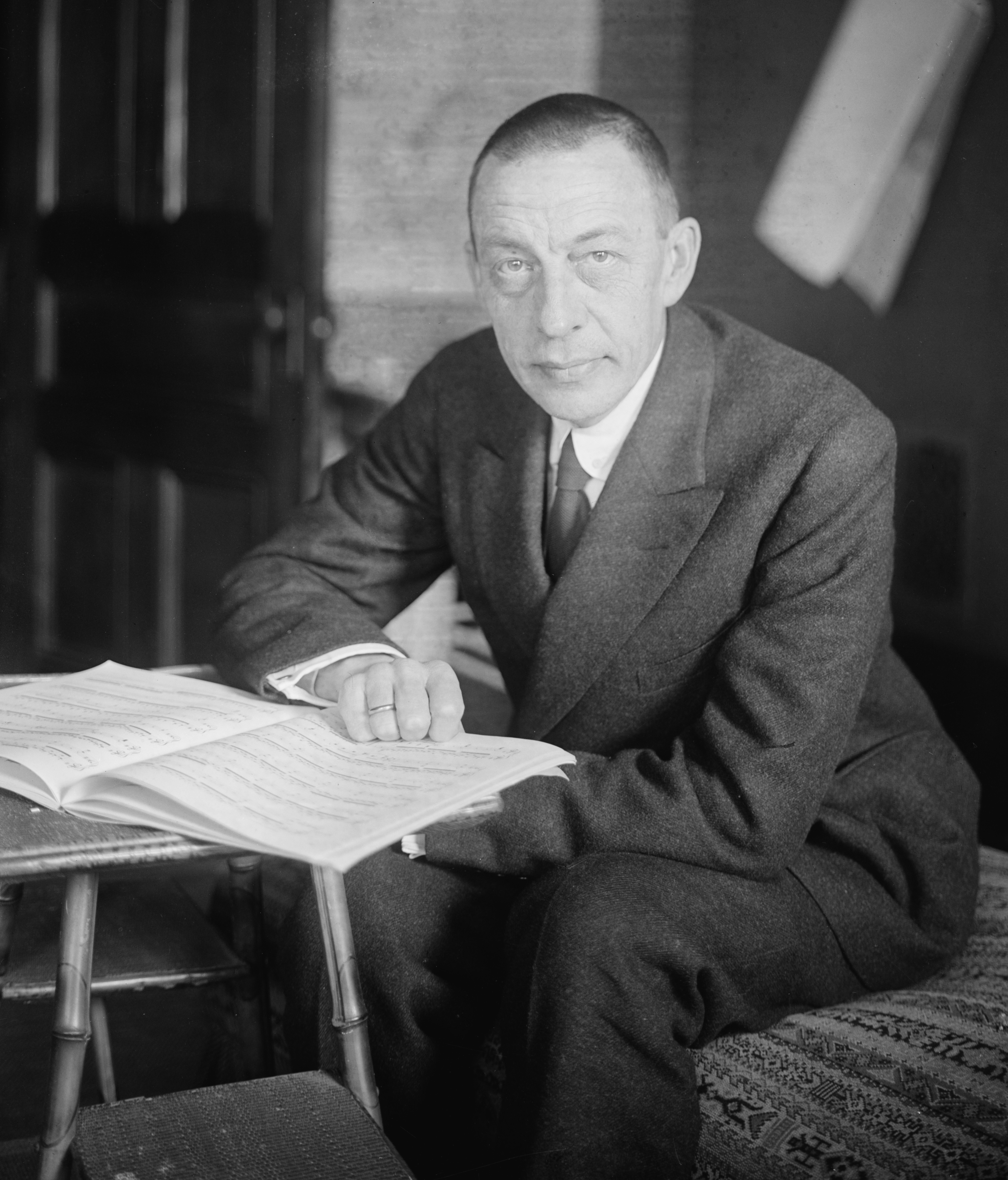
Serguéi Rajmáninov con una partitura para piano, entre 1915 y 1920

El estilo de Rajmáninov tuvo al inicio principalmente la influencia de Piotr Ilich Chaikovski, aunque también de Nikolái Rimski-Kórsakov, Mili Balákirev, Modest Músorgski y otros compositores rusos, pero, a partir de mediados de la década de 1890, sus composiciones comenzaron a mostrar un estilo más personal. Su Primera Sinfonía tiene muchas características originales. Sus gestos brutales y su poder de expresión intransigente no tenían precedentes en la música rusa de la época. Sus ritmos flexibles, lirismo arrollador y economía estricta del material temático fueron características que mantuvo y perfeccionó en obras posteriores. Después de los tres años improductivos que siguieron a la mala recepción de la sinfonía, su estilo comenzó a desarrollarse significativamente. Comenzó a inclinarse hacia armonías suntuosas y melodías ampliamente líricas, a menudo apasionadas. Su orquestación se tornó más sutil y variada, con texturas cuidadosamente contrastadas, y su escritura en general se volvió más concisa.
Especialmente importante es el uso de acordes inusualmente espaciados para sonidos de campanas: esto ocurre en muchas piezas, sobre todo en la sinfonía coral Las campanas, el Concierto para piano n.º 2, el Étude-Tableaux en mi ♭ mayor (op. 33, n.º 7) y el Preludio en si menor (op. 32, n.º 10). Para Glen Carruthers, «no es suficiente decir que las campanas de las iglesias de Nóvgorod, San Petersburgo y Moscú influyeron en Rajmáninov y ocupan un lugar destacado en su música. Esto es evidente por sí mismo. Lo que es extraordinario es la variedad de sonidos de campana y la amplitud de funciones estructurales y de otro tipo que cumplen». También le gustaban los cánticos ortodoxos rusos. Los usó de manera más perceptible en Las vísperas, pero muchas de sus melodías tienen su origen en estos cánticos. La melodía de apertura de la Primera Sinfonía se deriva de esos cánticos. Por otro lado, la melodía de apertura del Concierto para piano n.º 3 no se deriva de ellos. Cuando se le preguntó, Rajmáninov dijo que «se había escrito a sí mismo».
Entre los motivos de uso frecuente de Rajmáninov se incluye el Dies irae, a menudo sólo los fragmentos de la primera frase, como «tema de la Muerte». Ejemplo de ello es su uso en la Segunda Sinfonía (1907). Tenía un gran dominio del contrapunto y la escritura fugal, gracias a sus estudios con Tanéyev. Muy característico de su escritura es el contrapunto cromático. Este talento se combinó con la confianza en la escritura, tanto en formas grandes como pequeñas. El Tercer concierto para piano muestra especialmente un ingenio estructural, mientras que cada uno de los preludios crece de un pequeño fragmento melódico o rítmico a una miniatura tensa, poderosamente evocadora, que cristaliza un estado de ánimo o sentimiento particular mientras emplea una complejidad de textura, flexibilidad rítmica y una armonía cromática áspera. Al igual que muchos de los compositores románticos, el propio compositor afirmó que se inspiró en temas extramusicales, como el «amor», la «poesía», la «belleza y grandeza de la naturaleza» o «una mujer bella», aunque reconocía que «la inspiración real sale de dentro, nada externo puede ayudar. Lo mejor de la poesía, lo más sublime de la pintura, lo más grandioso de la naturaleza, no pueden producir ningún resultado que merezca la pena si la divina llama de la facultad creativa falta dentro del artista».
Su estilo compositivo ya había comenzado a cambiar antes de que la Revolución de Octubre lo privara de su tierra natal. La escritura armónica en Las campanas la compuso en 1913, pero no se publicó hasta 1920. Esto puede deberse a que el principal editor de Rajmáninov, Gutheil, murió en 1914 y el catálogo de Gutheil lo adquirió Serguéi Kusevitski. Llegó a ser tan avanzada como en cualquiera de las obras que escribió en Rusia, en parte porque el material melódico tiene un aspecto armónico que surge de su ornamentación cromática. Otros cambios son evidentes en el Primer concierto para piano revisado, que terminó justo antes de salir de Rusia, así como en las canciones op. 38 y Études-Tableaux op. 39. En ambos conjuntos, el compositor estaba menos preocupado por la melodía pura que por el color. Su estilo casi impresionista encajaba perfectamente con los textos de poetas simbolistas. Études-Tableaux op. 39 se encuentran entre las piezas más exigentes que escribió para cualquier medio, tanto desde el punto de vista técnico como en el sentido de que el intérprete debe ver más allá de los desafíos técnicos a una gama considerable de emociones y luego unificar todos estos aspectos.
El amigo del compositor, Vladímir Wilshaw, notó que este cambio compositivo continuaba a principios de la década de 1930, con una diferencia entre el a veces muy extrovertido Études-Tableaux op. 39 (el compositor había roto una cuerda del piano en una interpretación) y las Variaciones sobre un tema de Corelli (op. 42, 1931). Las variaciones muestran una claridad de textura aún mayor que en las canciones op. 38, combinadas con un uso más abrasivo de la armonía cromática y una nueva mordacidad rítmica. Esto sería característico de todas sus obras posteriores: el Concierto para piano n.° 4 (op. 40, 1926) está compuesto en un estilo más emocionalmente introvertido, con una mayor claridad de textura. Sin embargo, algunas de sus melodías más bellas (nostálgicas y melancólicas) ocurren en la Tercera Sinfonía, Rapsodia sobre un tema de Paganini y Danzas sinfónicas.
El musicólogo Joseph Yasser, ya en 1951, descubrió tendencias progresistas en las composiciones de Rajmáninov. Reveló su uso de un cromatismo intratonal que difiere notablemente con el cromatismo intertonal de Richard Wagner y contrasta sorprendentemente con el cromatismo extratonal de los compositores más radicales del siglo XX, como Arnold Schönberg. Yasser postuló que un uso característico variable, sutil, pero inconfundible de este cromatismo intratonal impregnaba la música de Rajmáninov.

#### Composiciones
Rajmáninov escribió cinco obras para piano y orquesta: Rapsodia sobre un tema de Paganini y cuatro conciertos, de los que el Segundo (op. 18, 1900-1901) y el Tercero (op. 30, 1909) son los más populares. También compuso una serie de obras sólo para orquesta, como las tres sinfonías: la Primera en re menor, op. 13 (1895), la Segunda en mi menor, op. 27 (1907) y la Tercera en la menor, op. 44 (1935-1936). Ampliamente espaciadas cronológicamente, las sinfonías representan tres fases distintas en su desarrollo compositivo. La Segunda ha sido la más popular de las tres desde su estreno. Otras obras orquestales incluyen La roca (op. 7), Caprice Bohémien (op. 12), La isla de los muertos (op. 29) y Danzas sinfónicas (op. 45).
Las obras para piano solo incluyen 24 preludios que atraviesan las 24 tonalidades mayores y menores; «Preludio en do sostenido menor» (op. 3, n.º 2) de Morceaux de fantaisie (op. 3); 10 Preludios, op. 23; y 13 Preludios, op. 32. Especialmente exigentes son los dos conjuntos de Études-Tableaux, op. 33 y 39. Estilísticamente, op. 33 se remonta a los preludios, mientras que la op. 39 muestra las influencias de Skriabin y Serguéi Prokófiev. También compuso los Six Moments Musicaux (op. 16), las Variaciones sobre un tema de Chopin (op. 22) y las Variaciones sobre un tema de Corelli (op. 42). Escribió dos sonatas para piano, ambas a gran escala y virtuosas en sus exigencias técnicas. Además, compuso obras para dos pianos, a cuatro manos, incluidas dos suites (la primera subtitulada Fantasie-Tableaux), una versión de las Danzas sinfónicas (op. 45) y un arreglo del «Preludio en do sostenido menor», así como una Rapsodia rusa, y arregló su Primera Sinfonía para piano a cuatro manos. Ambas fueron publicados póstumamente.
Escribió dos importantes obras corales a capela: la Liturgia de San Juan Crisóstomo y Las vísperas. Rajmáninov pidió que el quinto movimiento de esta última, «Nunc dimittis», se cantara en su funeral. Otras obras corales incluyen una sinfonía coral, Las campanas; la Cantata de primavera; las Tres canciones rusas y uno de los primeros Concierto para coro (a capela).
Completó tres óperas en un acto: Aleko (1892), El caballero avaro (1903) y Francesca da Rimini (1904). Aleko se realiza con regularidad y se ha grabado completa al menos ocho veces y filmado. Comenzó otras tres, en particular Monna Vanna, basada en una obra de Maurice Maeterlinck.
Su música de cámara incluye dos tríos para piano, ambos llamados Trio Elégiaque (n.º 1 y n.º 2, este último es un tributo conmemorativo a Chaikovski) y una Sonata para violonchelo. También compuso muchas canciones para voz y piano, con textos de Alekséi Nikoláyevich Tolstói, Aleksandr Pushkin, Johann Wolfgang von Goethe, Percy Bysshe Shelley, Victor Hugo y Antón Chéjov, entre otros. Entre sus canciones más populares se encuentra la pieza sin texto «Vocalise», la última de sus 14 Romances (op. 34).

### Pianista

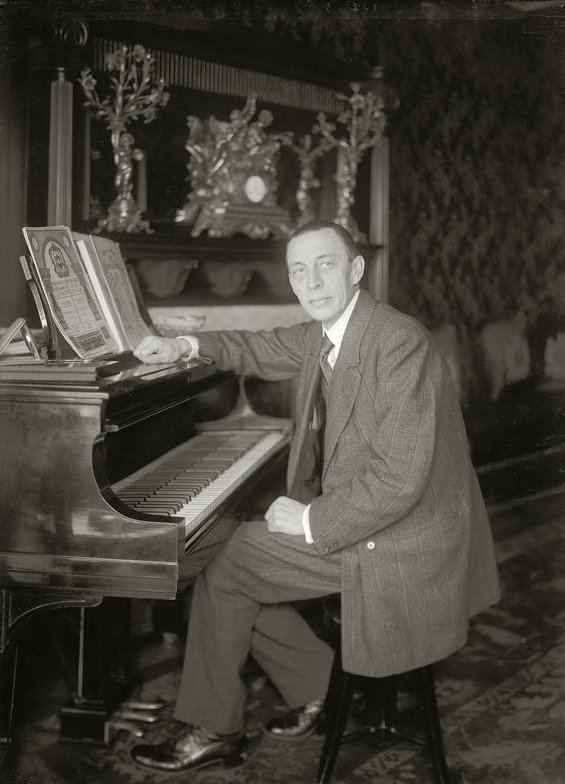
Serguéi Rajmáninov sentado frente a su piano Steinway

#### Técnica y estilo
Serguéi Rajmáninov se encontraba entre los mejores pianistas de su época, junto con Leopold Godowsky, Ignaz Friedman, Moriz Rosenthal, Artur Schnabel, Josef Lhévinne, Ferruccio Busoni y Józef Hofmann, y era famoso por poseer una técnica limpia y virtuosa. Su interpretación estuvo marcada por la precisión, el impulso rítmico, el notable uso del staccato y la capacidad de mantener la claridad al tocar obras con texturas complejas. Aplicó estas cualidades en la música de Frédéric Chopin, incluida la Sonata para piano en si bemol menor. Su repertorio, a excepción de sus propias obras, consistió principalmente en obras virtuosas corrientes del siglo XIX además de música de Johann Sebastian Bach, Ludwig van Beethoven, Aleksandr Borodín, Claude Debussy, Edvard Grieg, Franz Liszt, Felix Mendelssohn, Wolfgang Amadeus Mozart, Franz Schubert, Robert Schumann y Piotr Ilich Chaikovski.
Tenía unas manos extremadamente grandes, con las que podía ejecutar fácilmente los acordes más complejos. Su técnica de mano izquierda era inusualmente poderosa. Su interpretación estuvo marcada por la definición —donde la interpretación de otros pianistas se volvía borrosa por el uso excesivo del pedal o deficiencias en la técnica de los dedos—, «las texturas de Rajmáninov siempre fueron claras como el cristal». Sólo Józef Hofmann y Josef Lhévinne compartieron este tipo de claridad con él. Los tres tenían a Antón Rubinstein como modelo para este tipo de interpretación: Hofmann como alumno suyo, Rajmáninov por escuchar su famosa serie de recitales históricos en Moscú mientras estudiaba con Zvérev y Lhévinne de escucharlo e interpretar con él.
En lo referente a su estilo, se concedía pocos caprichos en su forma de tocar o en su presencia en el estrado. Harold Charles Schonberg afirma:

His rhythms had no eccentricities, his ideas were unsentimental, he adhered closely to the printed note, he sat quietly before the instrument. Probably no pianist ever had his sheer finish, his authority, his unruffled, unflawed perfection. Not for him were the spontaneous approach of a Hofmann, the anarchism that Friedman sometimes displayed, the intellectualities of a Busoni, the scholarship of a Schnabel. Instead he was the pianist of control-a romantic pianist who carefully avoided exaggeration, an extraordinary technician who never went in for mere show, a tempered man and a tempered artist with a naturally big style and a sense of virile, unforced poetry. Most connoisseurs put him on a par with Hofmann as the greatest pianist of the time in that kind of repertoire (from, roughly, Beethoven through Liszt; hardly any Bach or Mozart, no moderns except salon moderns). And Rachmaninoff, of course, played his own music inimitably. Hofmann and Rachmaninoff were very close friends. Hofmann thought that Rachmaninoff was the greatest living pianist, and Rachmaninoff thought that Hofmann was the greatest living pianist. Henry Pleasants, as a young critic in Philadelphia, interviewed Rachmaninoff and asked him who he thought the greatest pianists of the day were. Rachmaninoff, always deliberate, thought a long time. "Well", he said, "there's Hofmann". He thought some more. "And there's me", and he closed his mouth and didn't say another word.
Sus ritmos no tenían excentricidades, sus ideas no eran sentimentales, se apegaba de cerca a la nota impresa, se sentaba tranquilamente ante el instrumento. Probablemente, ningún pianista haya tenido nunca su acabado, su autoridad, su perfección inquebrantable y sin defectos. No eran para él el enfoque espontáneo de un Hofmann, el anarquismo que Friedman a veces mostraba, las intelectualidades de un Busoni, la erudición de un Schnabel. En cambio, era el pianista de control: un pianista romántico que evitaba cuidadosamente la exageración, un técnico extraordinario que nunca se presentaba como un mero espectáculo, un hombre templado y un artista templado con un estilo naturalmente grande y un sentido de poesía viril y espontánea. La mayoría de los expertos lo ponen a la par con Hofmann como el mejor pianista de la época en ese tipo de repertorio (desde, aproximadamente, Beethoven hasta Liszt; casi ningún Bach o Mozart, ningún moderno excepto los de salón). Y Rajmáninov, por supuesto, tocó su propia música de manera inimitable. Hofmann y Rajmáninov eran amigos muy cercanos. Hofmann pensaba que Rajmáninov era el pianista vivo más grande, y Rajmáninov pensaba que lo era Hofmann. Henry Pleasants, cuando era un joven crítico en Filadelfia, entrevistó a Rajmáninov y le preguntó quiénes pensaba que eran los mejores pianistas de la época. Rajmáninov, siempre reflexivo, pensó durante mucho tiempo. «Bueno», dijo, «ahí está Hofmann». Pensó un poco más. «Y ahí estoy yo», y cerró la boca y no dijo una palabra más.

Rajmáninov también poseía una memoria insólita, una que le ayudaría a ponerse en una buena posición cuando tuviera que aprender el repertorio de piano estándar como un exiliado de 45 años. Podía escuchar una pieza musical, incluso una sinfonía, y luego reproducirla al día siguiente, al año siguiente o una década después. Ziloti le dio una pieza larga y exigente para aprender, como las Variaciones y fuga sobre un tema de Händel de Johannes Brahms. Dos días después, Rajmáninov la tocó «con absoluta perfección artística». Aleksandr Goldenweiser dijo: «Cualquiera que fuera la composición que se mencionara (piano, orquesta, ópera u otra) por un compositor clásico o contemporáneo, si Rajmáninov la había escuchado en algún momento, y sobre todo si le gustaba, la tocaba como si fuera una obra que había estudiado a fondo».

#### Interpretaciones
Independientemente de la música, Rajmáninov siempre planificó sus actuaciones con cuidado. Basaba sus interpretaciones en la teoría de que cada pieza musical tiene un «punto culminante». Al margen de dónde estuviera ese punto o en qué dinámica dentro de esa pieza, el intérprete tenía que saber abordarlo con cálculo y precisión absolutos; de lo contrario, toda la construcción de la obra podría desmoronarse y desarticularse. Esta fue una práctica que aprendió de su amigo íntimo el bajo ruso Fiódor Chaliapin. Paradójicamente, Rajmáninov a menudo sonaba como si estuviera improvisando, aunque en realidad no lo estuviera haciendo. Si bien sus interpretaciones eran mosaicos de pequeños detalles, cuando esos mosaicos se unían en la interpretación, podían, de acuerdo con el tempo de la pieza que se estaba interpretando, pasar volando a gran velocidad, dando la impresión de un pensamiento instantáneo.
Una ventaja que tenía en este proceso de construcción sobre la mayoría de sus contemporáneos era abordar las piezas que interpretaba desde la perspectiva de un compositor en lugar de la de un intérprete. Creía que «la interpretación exige algo del instinto creativo. Si eres compositor, tienes afinidad con otros compositores. Puedes entrar en contacto con su imaginación, conociendo algo de sus problemas y sus ideales. Puedes dar color a sus obras. Es lo más importante para mí en mis interpretaciones, el color. Entonces haces música viva. Sin color está muerta». No obstante, también tenía un sentido de la estructura mucho mejor que muchos de sus contemporáneos, como Hofmann, o la mayoría de pianistas de la generación anterior, a juzgar por sus respectivas grabaciones.
Una grabación que muestra el enfoque de Rajmáninov es la Segunda polonesa de Liszt, realizada en 1925. Percy Grainger, a quien había influido el compositor y especialista en Liszt Ferruccio Busoni, había grabado la misma pieza unos años antes. La actuación de Rajmáninov es mucho más tensa y concentrada que la de Grainger. El impulso y la concepción monumental del ruso tienen una diferencia considerable con las percepciones más delicadas del australiano. Las texturas de Grainger son elaboradas. Rajmáninov muestra la filigrana como esencial para la estructura de la obra, no simplemente decorativa.
Las dos piezas que Rajmáninov destacaba como dignas de elogio de los conciertos de Rubinstein se convirtieron en piedras angulares de sus propios programas de recitales. Las composiciones eran Appassionata de Beethoven y la Marcha fúnebre de Chopin. Pudo haber inspirado su interpretación para esta última en la de Rubinstein. El biógrafo de Rajmáninov, Barrie Martyn, señala similitudes entre los relatos escritos de la interpretación de Rubinstein y la grabación de audio de la obra de Rajmáninov.

## Legado
Su reputación como compositor generó disparidad de opiniones antes de que su música ganara un amplio reconocimiento en todo el mundo. A mediados del siglo XX, Rajmáninov sufrió una dura opinión crítica que, en general, veía su música como «melosa, llamativa y empalagosa», aunque siguió siendo muy popular entre el público. En la edición de 1954 del Grove Dictionary of Music and Musicians, Eric Blom desestimaba notoriamente la música de Rajmáninov como «monótona en textura ... que consiste principalmente en melodías artificiales y efusivas», afirmaba que «estaba altamente dotado, pero gravemente limitado» y predijo que su éxito popular «no es probable que dure». Harold Charles Schonberg respondió a esto en su Lives of the Great Composers: «Es una de las declaraciones más esnobistas e incluso estúpidas que jamás se hayan encontrado en una obra que se supone es una referencia objetiva». En la edición del diccionario de 1980, sin embargo, se afirmaba que sus canciones «consiguen un perfecto balance entre voz y acompañamiento» y sus últimas obras exhibían una creciente «claridad», «armonía cromática mordaz» y «una nueva agudeza rítmica». En el siglo XXI continúa siendo importante, con muchas de sus obras orquestales y conciertos con llenos absolutos.
Después de la muerte de Rajmáninov, la poetisa Marietta Shaguinián publicó quince cartas que intercambiaron desde su primer contacto en febrero de 1912 y su último encuentro en julio de 1917. La naturaleza de su relación rayaba en lo romántico, pero era principalmente intelectual y emocional. Shaguinián y la poesía que compartió con el compositor se han citado como la inspiración para las seis canciones que componen sus Seis canciones, op. 38.
En agosto de 2015, Rusia anunció su intención de buscar un nuevo lugar de entierro de los restos de Rajmáninov en su país natal, ya que alegaban que los estadounidenses habían descuidado su tumba al intentar «privatizar descaradamente» su nombre. Los descendientes del compositor se han resistido a esta idea y han señalado que murió en Estados Unidos después de pasar décadas fuera de Rusia en un exilio político autoimpuesto.
En un estudio publicado en 2020 que evaluaba la novedad e influencia para 900 composiciones de piano clásicas escritas por 19 compositores entre aproximadamente 1700 y 1900, Serguéi Rajmáninov aparecía en primera posición como el compositor más innovador, seguido de Johann Sebastian Bach, Johannes Brahms y Felix Mendelssohn. Sus obras eran las más innovadoras tanto si se comparaban con las de los otros 18 compositores como cotejando sus últimas obras con las primeras.

### Grabaciones

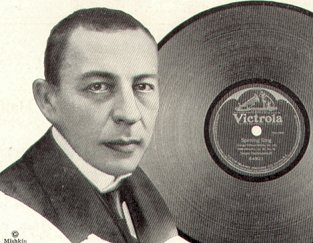
Un anuncio de marzo de 1921 de Victor Talking Machine Company

Muchas de las grabaciones para fonógrafo de Rajmáninov son clásicos reconocidos. En 1919 grabó una selección de piezas para piano para Edison Records en sus «Discos Diamond», ya que aseguraban la mejor alta fidelidad de audio en la grabación de piano. Thomas Alva Edison, que estaba bastante sordo, no se preocupó por la forma de tocar de Rajmáninov, ni por la música clásica en general, y se refirió a él como un «golpeador» en su reunión inicial. Sin embargo, el personal del estudio de grabación en Nueva York pidió a Edison que reconsiderara su posición desdeñosa, e hizo un contrato limitado para lanzar diez caras. Rajmáninov grabó en un piano de cola de concierto Lauter, uno de los pocos que hizo la compañía. Creía que sus actuaciones variaban en calidad y solicitó la aprobación final antes de un lanzamiento comercial. Edison estuvo de acuerdo, pero aún realizó múltiples tomas, una práctica inusual que era normal en Edison Records, donde la estricta política de la compañía exigía tres buenas tomas de cada pieza en caso de daño o desgaste de las principales. Rajmáninov y Edison Records estaban satisfechos con los discos comercializados y Rajmáninov deseaba grabar más, pero Edison se negó, diciendo que las diez caras eran suficientes.
En 1920, Rajmáninov firmó un contrato con Victor Talking Machine Company (más tarde RCA Records). A diferencia de Edison, la compañía le complació en sus solicitudes y anunció con orgullo al pianista como uno de sus artistas más destacados. Continuó grabando para Victor hasta 1942, cuando la American Federation of Musicians impuso una prohibición de grabación a sus miembros en una huelga por el pago de derechos de autor. Rajmáninov murió en marzo de 1943, más de un año y medio antes de que RCA Victor llegara a un acuerdo con el sindicato y reanudara la actividad de grabación comercial.
Particularmente reconocidas son sus interpretaciones del Carnaval de Robert Schumann y la Sonata de la marcha fúnebre de Frédéric Chopin, junto con muchas piezas más breves. Grabó sus cuatro conciertos para piano con la Orquesta de Filadelfia, incluidas dos versiones del Segundo concierto con la dirección de Leopold Stokowski (una grabación acústica abreviada en 1924 y una grabación eléctrica completa en 1929), y una grabación para el estreno mundial de su Rapsodia sobre un tema de Paganini, poco después de la primera actuación (1934), de nuevo con la Orquesta de Filadelfia y Stokowski. Los conciertos primero, tercero y cuarto se grabaron con Eugene Ormandy entre 1939 y 1941. Rajmáninov también hizo tres grabaciones dirigiendo la Orquesta de Filadelfia en su propia Tercera Sinfonía, su poema sinfónico La isla de los muertos y su orquestación de «Vocalise». Todas estas grabaciones fueron reeditadas por RCA Victor en un conjunto de diez discos compactos llamados «Sergei Rachmaninoff The Complete Recordings».
En un artículo para la revista Gramophone de abril de 1931, Rajmáninov defendió un punto de vista expresado anteriormente sobre el valor musical de la radio, sobre el cual era escéptico: «el gramófono moderno y los métodos modernos de grabación son musicalmente superiores a la transmisión inalámbrica en todos los sentidos».

### En la cultura popular

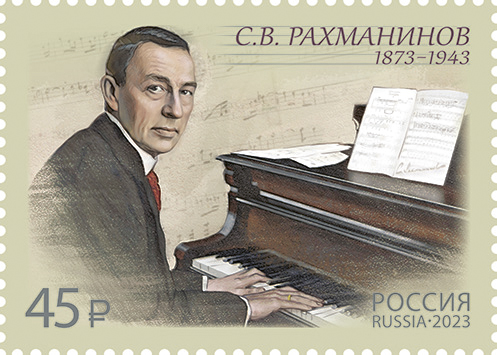
Sello postal de Rusia de 2023, en honor al sesquicentenario del nacimiento del compositor

El Conservatorio Rachmaninoff de París (fundado en 1923 y del que el compositor fue el primer presidente honorífico), así como calles en Veliki Nóvgorod y Tambov, llevan el nombre del compositor. En 1986, el Conservatorio de Moscú le dedicó una sala de conciertos en sus instalaciones, el Salón Rajmáninov, que consta de 252 asientos. En 1999, se erigió en Moscú el Monumento a Serguéi Rajmáninov y el 14 de junio de 2009, se inauguró otro monumento en su honor en Veliki Nóvgorod, cerca de su lugar de nacimiento.  En el World's Fair Park de Knoxville hay estatua marcada como «Rachmaninoff: The Last Concert» («Rajmáninov: el último concierto»), diseñada y esculpida por Víktor Bokariov, como tributo al compositor.
El asteroide (4345) Rachmaninoff, descubierto por Eric Walter Elst el 11 de febrero de 1988 y el glaciar Rachmaninoff, al sur de la isla Alejandro I en la Antártida, reciben su nombre en honor al compositor.
Se ha mostrado al compositor biográficamente en varias ocasiones en el cine. Por ejemplo, la biografía cinematográfica Vetka sireni (2007), dirigida por Pável Lunguín; el musical Preludes (2015) de Dave Malloy, que describe su lucha con la depresión y el bloqueo del escritor, o The Joy of Rachmaninoff (2016), un documental sobre su vida dirigido por Benjamin Whalley. Además, su música se ha usado en más de 220 películas y programas de televisión.